# Lista de processadores AMD Ryzen
A família Ryzen é uma família de microprocessadores x86-64 da AMD, baseada na microarquitetura Zen. A linha Ryzen inclui Ryzen 3, Ryzen 5, Ryzen 7, Ryzen 9 e Ryzen Threadripper com até 96 núcleos. Todos os Ryzens de desktop para consumidores (exceto modelos PRO) e todos os processadores móveis com o sufixo HX têm um multiplicador desbloqueado. Além disso, todos suportam Multithreading Simultâneo (SMT), exceto Ryzen 3 de desktop baseado em Zen/Zen+ anteriores, e alguns modelos de Ryzen móveis baseados em Zen 2.

## Processadores de desktop

### Ryzen 1000

#### Summit Ridge (série 1000, baseado em Zen)
Recursos comuns das CPUs de desktop Ryzen 1000:
- Socket: AM4.
- Todas as CPUs suportam DDR4-2666 no modo dual-channel.
- Cache L1: 96 KB (32 KB de dados + 64 KB de instrução) por núcleo.
- Cache L2: 512 KB por núcleo.
- Todas as CPUs suportam 24 pistas PCIe 3.0. 4 das pistas são reservadas como link para o chipset.
- Sem gráficos integrados.
- Processo de nó/fabricação: GlobalFoundries 14LP.

| Marca e Modelo | Marca e Modelo | Cores (threads) | Solução térmica                              | Taxa de clock (GHz) | Taxa de clock (GHz) | Taxa de clock (GHz) | Cache L3 (total) | TDP  | Core config | Data de lançamento  |
| Marca e Modelo | Marca e Modelo | Cores (threads) | Solução térmica                              | Base                | PBO 1–2 (≥3)        | XFR 1–2             | Cache L3 (total) | TDP  | Core config | Data de lançamento  |
| -------------- | -------------- | --------------- | -------------------------------------------- | ------------------- | ------------------- | ------------------- | ---------------- | ---- | ----------- | ------------------- |
| Ryzen 7        | 1800X          | 8 (16)          | Wraith Max (somente OEM)                     | 3.6                 | 4.0 (3.7)           | 4.1                 | 16 MB            | 95 W | 2 × 4       | 2 de março de 2017  |
| Ryzen 7        | PRO 1700X      | 8 (16)          | Wraith Spire                                 | 3.4                 | 3.8 (3.5)           | 3.9                 | 16 MB            | 95 W | 2 × 4       | 29 de junho de 2017 |
| Ryzen 7        | 1700X          | 8 (16)          | Wraith Max (somente OEM)                     | 3.4                 | 3.8 (3.5)           | 3.9                 | 16 MB            | 95 W | 2 × 4       | 2 de março de 2017  |
| Ryzen 7        | PRO 1700       | 8 (16)          | Wraith Spire                                 | 3.0                 | 3.7 (3.2)           | 3.75                | 16 MB            | 65 W | 2 × 4       | 29 de junho de 2017 |
| Ryzen 7        | 1700           | 8 (16)          | Wraith Spire LED (retail) Wraith Spire (OEM) | 3.0                 | 3.7 (3.2)           | 3.75                | 16 MB            | 65 W | 2 × 4       | 2 de março de 2017  |
| Ryzen 5        | 1600X          | 6 (12)          | Wraith Max (somente OEM)                     | 3.6                 | 4.0 (3.7)           | 4.1                 | 16 MB            | 95 W | 2 × 3       | 11 de abril de 2017 |
| Ryzen 5        | 1600           | 6 (12)          | Wraith Spire                                 | 3.2                 | 3.6 (3.4)           | 3.7                 | 16 MB            | 65 W | 2 × 3       | 29 de junho de 2017 |
| Ryzen 5        | 1600           | 6 (12)          | Wraith Spire                                 | 3.2                 | 3.6 (3.4)           | 3.7                 | 16 MB            | 65 W | 2 × 3       | 11 de abril de 2017 |
| Ryzen 5        | 1500X          | 4 (8)           | Wraith Spire                                 | 3.5                 | 3.7 (3.6)           | 3.9                 | 16 MB            | 65 W | 2 × 2       | 11 de abril de 2017 |
| Ryzen 5        | PRO 1500       | 4 (8)           | Wraith Spire                                 | 3.5                 | 3.7 (3.6)           | 3.9                 | 16 MB            | 65 W | 2 × 2       | 29 de junho de 2017 |
| Ryzen 5        | 1400           | 4 (8)           | Wraith Stealth                               | 3.2                 | 3.4 (3.4)           | 3.45                | 8 MB             | 65 W | 2 × 2       | 11 de abril de 2017 |
| Ryzen 3        | 1300X          | 4 (4)           | Wraith Stealth                               | 3.5                 | 3.7 (3.5)           | 3.9                 | 8 MB             | 65 W | 2 × 2       | 27 de junho de 2017 |
| Ryzen 3        | PRO 1300       | 4 (4)           | Wraith Spire                                 | 3.5                 | 3.7 (3.5)           | 3.9                 | 8 MB             | 65 W | 2 × 2       | 29 de junho de 2017 |
| Ryzen 3        | PRO 1200       | 4 (4)           | Wraith Spire                                 | 3.1                 | 3.4 (3.1)           | 3.45                | 8 MB             | 65 W | 2 × 2       | 29 de junho de 2017 |
| Ryzen 3        | 1200           | 4 (4)           | Wraith Stealth                               | 3.1                 | 3.4 (3.1)           | 3.45                | 8 MB             | 65 W | 2 × 2       | 17 de julho de 2017 |

1. ↑  Core Complexes (CCX) × cores por CCX

#### Whitehaven (Threadripper série 1000, baseado em Zen)
Recursos comuns das CPUs Ryzen 1000 HEDT:
- Socket: TR4.
- Todas as CPUs suportam DDR4-2666 no modo quad-channel.
- Cache L1: 96 KB (32 KB de dados + 64 KB de instrução) por núcleo.
- Cache L2: 512 KB por núcleo.
- Todas as CPUs suportam 64 pistas PCIe 3.0. 4 das pistas são reservadas como link para o chipset.
- Sem gráficos integrados.
- Nó/processo de fabricação: GlobalFoundries 14LP.

| Marca e Modelo     | Marca e Modelo | Cores (threads) | Taxa de clock (GHz) | Taxa de clock (GHz) | Taxa de clock (GHz) | Cache L3 (total) | TDP   | Chiplets | Core config | Data de lançamento   | MSRP    |
| Marca e Modelo     | Marca e Modelo | Cores (threads) | Base                | PBO 1–4 (≥5)        | XFR 1–2             | Cache L3 (total) | TDP   | Chiplets | Core config | Data de lançamento   | MSRP    |
| ------------------ | -------------- | --------------- | ------------------- | ------------------- | ------------------- | ---------------- | ----- | -------- | ----------- | -------------------- | ------- |
| Ryzen Threadripper | 1950X          | 16 (32)         | 3.4                 | 4.0 (3.7)           | 4.2                 | 32 MB            | 180 W | 2 × CCD  | 4 × 4       | 31 de agosto de 2017 | US $999 |
| Ryzen Threadripper | 1920X          | 12 (24)         | 3.5                 | 4.0 (3.7)           | 4.2                 | 32 MB            | 180 W | 2 × CCD  | 4 × 3       | 31 de agosto de 2017 | US $799 |
| Ryzen Threadripper | 1900X          | 8 (16)          | 3.8                 | 4.0 (3.9)           | 4.2                 | 16 MB            | 180 W | 2 × CCD  | 2 × 4       | 31 de agosto de 2017 | US $549 |

1. ↑  Core Complexes (CCX) × cores por CCX
2. ↑  Na verdade, o pacote do processador contém duas matrizes inativas adicionais para fornecer suporte estrutural ao dissipador de calor integrado.

### Ryzen 2000

#### Raven Ridge (série 2000 com Radeon Graphics, baseado em Zen)
Recursos comuns das APUs de desktop Ryzen 2000:
- Socket: AM4.
- Todas as CPUs suportam DDR4-2933 no modo dual-channel.
- Cache L1: 96 KB (32 KB de dados + 64 KB de instrução) por núcleo.
- Cache L2: 512 KB por núcleo.
- Todas as CPUs suportam 16 pistas PCIe 3.0. 4 das pistas são reservadas como link para o chipset.
- Inclui GPU integrada GCN 5ª geração.
- Processo de fabricação: GlobalFoundries 14LP.

| Marca e modelo | Marca e modelo | CPU             | CPU                 | CPU                 | CPU              | GPU        | GPU         | GPU             | GPU                             | TDP     | Data de lançamento      | MSRP    |
| Marca e modelo | Marca e modelo | Cores (threads) | Taxa de clock (GHz) | Taxa de clock (GHz) | Cache L3 (total) | Modelo     | Clock (GHz) | Config          | Poder de processamento (GFLOPS) | TDP     | Data de lançamento      | MSRP    |
| Marca e modelo | Marca e modelo | Cores (threads) | Base                | Boost               | Cache L3 (total) | Modelo     | Clock (GHz) | Config          | Poder de processamento (GFLOPS) | TDP     | Data de lançamento      | MSRP    |
| -------------- | -------------- | --------------- | ------------------- | ------------------- | ---------------- | ---------- | ----------- | --------------- | ------------------------------- | ------- | ----------------------- | ------- |
| Ryzen 5        | 2400G          | 4 (8)           | 3.6                 | 3.9                 | 4 MB             | RX Vega 11 | 1.25        | 704:44:16 11 CU | 1760                            | 46‑65 W | 12 de fevereiro de 2018 | US $169 |
| Ryzen 5        | 2400GE         | 4 (8)           | 3.2                 | 3.8                 | 4 MB             | RX Vega 11 | 1.25        | 704:44:16 11 CU | 1760                            | 35 W    | 19 de abril de 2018     | OEM     |
| Ryzen 3        | 2200G          | 4 (4)           | 3.5                 | 3.7                 | 4 MB             | Vega 8     | 1.1         | 512:32:16 8 CU  | 1126                            | 46‑65 W | 12 de fevereiro de 2018 | US $99  |
| Ryzen 3        | 2200GE         | 4 (4)           | 3.2                 | 3.6                 | 4 MB             | Vega 8     | 1.1         | 512:32:16 8 CU  | 1126                            | 35 W    | 19 de abril de 2018     | OEM     |
| Ryzen 3        | PRO 2100GE     | 2 (4)           | 3.2                 | —                   | 4 MB             | Vega 3     | 1.0         | 192:12:4 3 CU   | 384                             | 35 W    | 2019                    | OEM     |

1. ↑  Shaders Unificados: Unidades de Mapeamento de Textura: Unidades de Saída de Renderização e Unidades de Computação (CU)
2. ↑  O desempenho de precisão única é calculado a partir da velocidade de clock base (ou aumento) do núcleo com base em uma operação FMA.

1. 1 2 3 4  Modelo também disponível como versão PRO, 2200GE,[27] 2200G,[28] 2400GE,[29] 2400G,[30] lançado em 10 de maio de 2018 apenas para OEM.

#### Pinnacle Ridge (série 2000, baseado em Zen+)
Recursos comuns das CPUs de desktop Ryzen 2000:
- Socket: AM4.
- Todas as CPUs suportam DDR4-2933 no modo dual-channel, exceto R7 2700E e R5 2600E que suportam velocidades DDR4-2666.
- Cache L1: 96 KB (32 KB de dados + 64 KB de instrução) por núcleo.
- Cache L2: 512 KB por núcleo.
- Todas as CPUs suportam 24 pistas PCIe 3.0. 4 das pistas são reservadas como link para o chipset.
- Sem gráficos integrados.
- Processo de fabricação: GlobalFoundries 12LP (14LP+).

| Marca e Modelo | Marca e Modelo | Cores (threads) | Solução térmica        | Taxa de clock (GHz) | Taxa de clock (GHz) | Cache L3 (total) | TDP   | Core config | Data de lançamento     | MSRP    |
| Marca e Modelo | Marca e Modelo | Cores (threads) | Solução térmica        | Base                | PB2                 | Cache L3 (total) | TDP   | Core config | Data de lançamento     | MSRP    |
| -------------- | -------------- | --------------- | ---------------------- | ------------------- | ------------------- | ---------------- | ----- | ----------- | ---------------------- | ------- |
| Ryzen 7        | 2700X          | 8 (16)          | Wraith Prism           | 3.7                 | 4.3                 | 16 MB            | 105 W | 2 × 4       | 19 de abril de 2018    | US $329 |
| Ryzen 7        | 2700           | 8 (16)          | Wraith Spire (LED)     | 3.2                 | 4.1                 | 16 MB            | 65 W  | 2 × 4       | 19 de abril de 2018    | US $299 |
| Ryzen 7        | 2700E          | 8 (16)          | OEM                    | 2.8                 | 4.0                 | 16 MB            | 45 W  | 2 × 4       | 19 de setembro de 2018 | OEM     |
| Ryzen 5        | 2600X          | 6 (12)          | Wraith Spire (sem LED) | 3.6                 | 4.2                 | 16 MB            | 95 W  | 2 × 3       | 19 de abril de 2018    | US $229 |
| Ryzen 5        | 2600           | 6 (12)          | Wraith Stealth         | 3.4                 | 3.9                 | 16 MB            | 65 W  | 2 × 3       | 19 de abril de 2018    | US $199 |
| Ryzen 5        | 2600E          | 6 (12)          | OEM                    | 3.1                 | 4.0                 | 16 MB            | 45 W  | 2 × 3       | 19 de setembro de 2018 | OEM     |
| Ryzen 5        | 1600 (AF)      | 6 (12)          | Wraith Stealth         | 3.2                 | 3.6                 | 16 MB            | 65 W  | 2 × 3       | 11 de outubro de 2019  | US $85  |
| Ryzen 5        | 2500X          | 4 (8)           | OEM                    | 3.6                 | 4.0                 | 8 MB             | 65 W  | 1 × 4       | 10 de setembro de 2018 | OEM     |
| Ryzen 3        | 2300X          | 4 (4)           | OEM                    | 3.5                 | 4.0                 | 8 MB             | 65 W  | 1 × 4       | 10 de setembro de 2018 | OEM     |
| Ryzen 3        | 1200 (AF)      | 4 (4)           | Wraith Stealth         | 3.1                 | 3.4                 | 8 MB             | 65 W  | 1 × 4       | 21 de abril de 2020    | US $60  |

1. ↑  Core Complexes (CCX) × cores por CCX

1. 1 2 3   Modelo também disponível como versão PRO como 2600,[36] 2700,[37] 2700X,[38] lançado em 19 de setembro de 2018.
2. 1 2  Os modelos AF são atualizações Zen+ de 12 nm dos modelos Zen 14 nm (1200[45] e 1600[46] com sufixos "AF").

#### Colfax (Threadripper série 2000, baseado em Zen+)
Recursos comuns das CPUs Ryzen 2000 HEDT:
- Socket: TR4.
- Todas as CPUs suportam DDR4-2933 no modo quad-channel.
- Cache L1: 96 KB (32 KB de dados + 64 KB de instrução) por núcleo.
- Cache L2: 512 KB por núcleo.
- Todas as CPUs suportam 64 pistas PCIe 3.0. 4 das pistas são reservadas como link para o chipset.
- Sem gráficos integrados.
- Processo de fabricação: GlobalFoundries 12LP (14LP+).

| Marca e Modelo     | Marca e Modelo | Cores (threads) | Taxa de clock (GHz) | Taxa de clock (GHz) | Cache L3 (total) | TDP   | Chiplets | Core config | Data de lançamento   | MSRP     |
| Marca e Modelo     | Marca e Modelo | Cores (threads) | Base                | PB2                 | Cache L3 (total) | TDP   | Chiplets | Core config | Data de lançamento   | MSRP     |
| ------------------ | -------------- | --------------- | ------------------- | ------------------- | ---------------- | ----- | -------- | ----------- | -------------------- | -------- |
| Ryzen Threadripper | 2990WX         | 32 (64)         | 3.0                 | 4.2                 | 64 MB            | 250 W | 4 × CCD  | 8 × 4       | 13 de agosto de 2018 | US $1799 |
| Ryzen Threadripper | 2970WX         | 24 (48)         | 3.0                 | 4.2                 | 64 MB            | 250 W | 4 × CCD  | 8 × 3       | 2 de outubro de 2018 | US $1299 |
| Ryzen Threadripper | 2950X          | 16 (32)         | 3.5                 | 4.4                 | 32 MB            | 180 W | 2 × CCD  | 4 × 4       | 31 de agosto de 2018 | US $899  |
| Ryzen Threadripper | 2920X          | 12 (24)         | 3.5                 | 4.3                 | 32 MB            | 180 W | 2 × CCD  | 4 × 3       | 3 de outubro de 2018 | US $649  |

1. ↑  Core Complexes (CCX) × cores por CCX

### Ryzen 3000

#### Picasso (série 3000 com Radeon Graphics, baseado em Zen+)
Recursos comuns das APUs de desktop Ryzen 3000:
- Socket: AM4.
- Todas as CPUs suportam DDR4-2933 no modo dual-channel.
- Cache L1: 96 KB (32 KB de dados + 64 KB de instrução) por núcleo.
- Cache L2: 512 KB por núcleo.
- Todas as CPUs suportam 16 pistas PCIe 3.0. 4 das pistas são reservadas como link para o chipset.
- Inclui GPU integrada GCN 5ª geração.
- Processo de fabricação: GlobalFoundries 12LP (14LP+).

| Marca e modelo | Marca e modelo | CPU             | CPU                 | CPU                 | CPU              | GPU        | GPU         | GPU             | GPU                             | TDP  | Data de lançamento     | MSRP    |
| Marca e modelo | Marca e modelo | Cores (threads) | Taxa de clock (GHz) | Taxa de clock (GHz) | Cache L3 (total) | Modelo     | Clock (GHz) | Config          | Poder de processamento (GFLOPS) | TDP  | Data de lançamento     | MSRP    |
| Marca e modelo | Marca e modelo | Cores (threads) | Base                | Boost               | Cache L3 (total) | Modelo     | Clock (GHz) | Config          | Poder de processamento (GFLOPS) | TDP  | Data de lançamento     | MSRP    |
| -------------- | -------------- | --------------- | ------------------- | ------------------- | ---------------- | ---------- | ----------- | --------------- | ------------------------------- | ---- | ---------------------- | ------- |
| Ryzen 5        | Pro 3400G      | 4 (8)           | 3.7                 | 4.2                 | 4 MB             | RX Vega 11 | 1.4         | 704:44:16 11 CU | 1971.2                          | 65 W | 30 de setembro de 2019 | OEM     |
| Ryzen 5        | 3400G          | 4 (8)           | 3.7                 | 4.2                 | 4 MB             | RX Vega 11 | 1.4         | 704:44:16 11 CU | 1971.2                          | 65 W | 7 de julho de 2019     | US $149 |
| Ryzen 5        | Pro 3400GE     | 4 (8)           | 3.3                 | 4.0                 | 4 MB             | RX Vega 11 | 1.3         | 704:44:16 11 CU | 1830.4                          | 35 W | 30 de setembro de 2019 | OEM     |
| Ryzen 5        | Pro 3350G      | 4 (8)           | 3.6                 | 4.0                 | 4 MB             | RX Vega 10 | 1.3         | 640:40:16 10 CU | 1664                            | 65 W | 21 de julho de 2020    | OEM     |
| Ryzen 5        | Pro 3350GE     | 4 (4)           | 3.3                 | 3.9                 | 4 MB             | RX Vega 10 | 1.2         | 640:40:16 10 CU | 1536                            | 35 W | 21 de julho de 2020    | OEM     |
| Ryzen 3        | Pro 3200G      | 4 (4)           | 3.6                 | 4.0                 | 4 MB             | Vega 8     | 1.25        | 512:32:16 8 CU  | 1280                            | 65 W | 30 de setembro de 2019 | OEM     |
| Ryzen 3        | 3200G          | 4 (4)           | 3.6                 | 4.0                 | 4 MB             | Vega 8     | 1.25        | 512:32:16 8 CU  | 1280                            | 65 W | 7 de julho de 2019     | US $99  |
| Ryzen 3        | 3200GE         | 4 (4)           | 3.3                 | 3.8                 | 4 MB             | Vega 8     | 1.2         | 512:32:16 8 CU  | 1228.8                          | 35 W | 7 de julho de 2019     | OEM     |
| Ryzen 3        | Pro 3200GE     | 4 (4)           | 3.3                 | 3.8                 | 4 MB             | Vega 8     | 1.2         | 512:32:16 8 CU  | 1228.8                          | 35 W | 30 de setembro de 2019 | OEM     |

1. ↑  Shaders Unificados: Unidades de Mapeamento de Textura: Unidades de Saída de Renderização e Unidades de Computação (CU)
2. ↑  O desempenho de precisão única é calculado a partir da velocidade de clock base (ou aumento) do núcleo com base em uma operação FMA.

#### Matisse (série 3000, baseado em Zen 2)
Recursos comuns das CPUs de desktop Ryzen 3000:
- Socket: AM4.
- Todas as CPUs suportam DDR4-3200 no modo dual-channel.
- Cache L1: 64 KB (32 KB de dados + 32 KB de instrução) por núcleo.
- Cache L2: 512 KB por núcleo.
- Todas as CPUs suportam 24 pistas PCIe 4.0. 4 das pistas são reservadas como link para o chipset.
- Sem gráficos integrados.
- Processo de fabricação: TSMC 7FF.

| Marca e modelo | Marca e modelo | Cores (threads) | Solução Térmica        | Taxa de clock (GHz) | Taxa de clock (GHz) | Cache L3 (total) | TDP   | Chiplets         | Core config | Data de lançamento     | MSRP                     |
| Marca e modelo | Marca e modelo | Cores (threads) | Solução Térmica        | Base                | Boost               | Cache L3 (total) | TDP   | Chiplets         | Core config | Data de lançamento     | MSRP                     |
| -------------- | -------------- | --------------- | ---------------------- | ------------------- | ------------------- | ---------------- | ----- | ---------------- | ----------- | ---------------------- | ------------------------ |
| Ryzen 9        | 3950X          | 16 (32)         | N/A                    | 3.5                 | 4.7                 | 64 MB            | 105 W | 2 × CCD 1 × I/OD | 4 × 4       | 25 de novembro de 2019 | US $749                  |
| Ryzen 9        | 3900XT         | 12 (24)         | N/A                    | 3.8                 | 4.7                 | 64 MB            | 105 W | 2 × CCD 1 × I/OD | 4 × 3       | 7 de julho de 2020     | US $499                  |
| Ryzen 9        | 3900X          | 12 (24)         | Wraith Prism           | 3.8                 | 4.6                 | 64 MB            | 105 W | 2 × CCD 1 × I/OD | 4 × 3       | 7 de julho de 2019     | US $499                  |
| Ryzen 9        | 3900           | 12 (24)         | OEM                    | 3.1                 | 4.3                 | 64 MB            | 65 W  | 2 × CCD 1 × I/OD | 4 × 3       | 8 de outubro de 2019   | OEM                      |
| Ryzen 7        | 3800XT         | 8 (16)          | N/A                    | 3.9                 | 4.7                 | 32 MB            | 105 W | 1 × CCD 1 × I/OD | 2 × 4       | 7 de julho de 2020     | US $399                  |
| Ryzen 7        | 3800X          | 8 (16)          | Wraith Prism           | 3.9                 | 4.5                 | 32 MB            | 105 W | 1 × CCD 1 × I/OD | 2 × 4       | 7 de julho de 2019     | US $399                  |
| Ryzen 7        | 3700X          | 8 (16)          | Wraith Prism           | 3.6                 | 4.4                 | 32 MB            | 065 W | 1 × CCD 1 × I/OD | 2 × 4       | 7 de julho de 2019     | US $329                  |
| Ryzen 5        | 3600XT         | 6 (12)          | N/A                    | 3.8                 | 4.5                 | 32 MB            | 95 W  | 1 × CCD 1 × I/OD | 2 × 3       | 7 de julho de 2020     | US $249                  |
| Ryzen 5        | 3600X          | 6 (12)          | Wraith Spire (sem LED) | 3.8                 | 4.4                 | 32 MB            | 95 W  | 1 × CCD 1 × I/OD | 2 × 3       | 7 de julho de 2019     | US $249                  |
| Ryzen 5        | 3600           | 6 (12)          | Wraith Stealth         | 3.6                 | 4.2                 | 32 MB            | 65 W  | 1 × CCD 1 × I/OD | 2 × 3       | 7 de julho de 2019     | US $199                  |
| Ryzen 5        | 3500X          | 6 (6)           | Wraith Stealth         | 3.6                 | 4.1                 | 32 MB            | 65 W  | 1 × CCD 1 × I/OD | 2 × 3       | 8 de outubro de 2019   | China ¥1099              |
| Ryzen 5        | 3500           | 6 (6)           | OEM                    | 3.6                 | 4.1                 | 16 MB            | 65 W  | 1 × CCD 1 × I/OD | 2 × 3       | 15 de novembro de 2019 | OEM (Oeste) Japão ¥16000 |
| Ryzen 3        | 3300X          | 4 (8)           | Wraith Stealth         | 3.8                 | 4.3                 | 16 MB            | 65 W  | 1 × CCD 1 × I/OD | 1 × 4       | 21 de abril de 2020    | US $119                  |
| Ryzen 3        | 3100           | 4 (8)           | Wraith Stealth         | 3.6                 | 3.9                 | 16 MB            | 65 W  | 1 × CCD 1 × I/OD | 2 × 2       | 21 de abril de 2020    | US $99                   |

1. ↑  Core Complexes (CCXs) × cores por CCX
2. ↑  Ryzen 9 3900X e Ryzen 9 3950X podem consumir mais de 145 W sob carga.[62]
3. ↑  Ryzen 7 3700X pode consumir mais de 90 W sob carga.[62]

1. 1 2 3  Modelo também disponível como versão PRO como 3600,[78] 3700,[79] 3900,[80] lançado em 30 de setembro de 2019 para OEMs

#### Castle Peak (Threadripper série 3000, baseado em Zen 2)
Recursos comuns das CPUs Ryzen 3000 HEDT/estação de trabalho:
- Socket: sTRX4 (Threadripper), sWRX8 (Threadripper PRO).
- As CPUs Threadripper suportam DDR4-3200 no modo quad-channel, enquanto as CPUs Threadripper PRO suportam DDR4-3200 no modo octa-channel.
- Cache L1: 64 KB (32 KB de dados + 32 KB de instrução) por núcleo.
- Cache L2: 512 KB por núcleo.
- As CPUs Threadripper suportam 64 faixas PCIe 4.0 enquanto as CPUs Threadripper PRO suportam 128 faixas PCIe 4.0. 8 das pistas são reservadas como link para o chipset.
- Sem gráficos integrados.
- Processo de fabricação: TSMC 7FF.

| Marca e Modelo         | Marca e Modelo | Cores (threads) | Taxa de clock (GHz) | Taxa de clock (GHz) | Cache L3 (total) | TDP   | Chiplets         | Core config | Data de lançamento     | MSRP     |
| Marca e Modelo         | Marca e Modelo | Cores (threads) | Base                | Boost               | Cache L3 (total) | TDP   | Chiplets         | Core config | Data de lançamento     | MSRP     |
| ---------------------- | -------------- | --------------- | ------------------- | ------------------- | ---------------- | ----- | ---------------- | ----------- | ---------------------- | -------- |
| Ryzen Threadripper PRO | 3995WX         | 64 (128)        | 2.7                 | 4.2                 | 256 MB           | 280 W | 8 × CCD 1 × I/OD | 16 × 4      | 4 de julho de 2020     |          |
| Ryzen Threadripper PRO | 3975WX         | 32 (64)         | 3.5                 | 4.2                 | 128 MB           | 280 W | 4 × CCD 1 × I/OD | 8 × 4       | 4 de julho de 2020     |          |
| Ryzen Threadripper PRO | 3955WX         | 16 (32)         | 3.9                 | 4.3                 | 64 MB            | 280 W | 2 × CCD 1 × I/OD | 4 × 4       | 4 de julho de 2020     |          |
| Ryzen Threadripper PRO | 3945WX         | 12 (24)         | 4.0                 | 4.3                 | 64 MB            | 280 W | 2 × CCD 1 × I/OD | 4 × 3       | 4 de julho de 2020     |          |
| Ryzen Threadripper     | 3990X          | 64 (128)        | 2.9                 | 4.3                 | 256 MB           | 280 W | 8 × CCD 1 × I/OD | 16 × 4      | 7 de fevereiro de 2020 | US $3990 |
| Ryzen Threadripper     | 3970X          | 32 (64)         | 3.7                 | 4.5                 | 128 MB           | 280 W | 4 × CCD 1 × I/OD | 8 × 4       | 25 de novembro de 2019 | US $1999 |
| Ryzen Threadripper     | 3960X          | 24 (48)         | 3.8                 | 4.5                 | 128 MB           | 280 W | 4 × CCD 1 × I/OD | 8 × 3       | 25 de novembro de 2019 | US $1399 |

1. ↑  Core Complexes (CCXs) × cores por CCX
2. ↑  Ryzen Threadripper 3990X pode consumir mais de 490 W sob carga.[82]

### Ryzen 4000

#### Renoir (série 4000 series, baseado em Zen 2)
Baseado nas APUs da série Ryzen 4000G com a GPU integrada desativada. Recursos comuns das CPUs de desktop Ryzen 4000:
Recursos comuns das CPUs de desktop Ryzen 4000:
- Socket: AM4.
- Todas as CPUs suportam DDR4-3200 no modo dual-channel.
- Cache L1: 64 KB (32 KB de dados + 32 KB de instrução) por núcleo.
- Cache L2: 512 KB por núcleo.
- Todas as CPUs suportam 24 pistas PCIe 3.0. 4 das pistas são reservadas como link para o chipset.
- Sem gráficos integrados.
- Processo de fabricação: TSMC 7FF.
- Empacotado com AMD Wraith Stealth

O processador AMD 4700S para desktop faz parte de um “kit de desktop” que vem com uma placa-mãe e RAM GDDR6. A CPU é soldada e fornece 4 pistas PCIe 2.0.
| Marca e modelo | Marca e modelo | Cores (threads) | Taxa de clock (GHz) | Taxa de clock (GHz) | Cache L3 (total) | TDP  | Core config | Data de lançamento | MSRP                         | MSRP |
| Marca e modelo | Marca e modelo | Cores (threads) | Base                | Boost               | Cache L3 (total) | TDP  | Core config | Data de lançamento | MSRP                         | MSRP |
| -------------- | -------------- | --------------- | ------------------- | ------------------- | ---------------- | ---- | ----------- | ------------------ | ---------------------------- | ---- |
| AMD            | 4800S          | 8 (16)          |                     | 4.0                 | 8 MB             |      | 2 × 4       | 2022               | fornecido com kit de desktop |      |
| AMD            | 4700S          | 8 (16)          | 3.6                 | 4.0                 | 8 MB             | 75 W | 2 × 4       | 2021               | fornecido com kit de desktop |      |
| Ryzen 5        | 4500           | 6 (12)          | 3.6                 | 4.1                 | 8 MB             | 65 W | 2 × 3       | 4 de abril de 2022 | US $129                      |      |
| Ryzen 3        | 4100           | 4 (8)           | 3.8                 | 4.0                 | 4 MB             | 65 W | 1 × 4       | 4 de abril de 2022 | US $99                       |      |

1. ↑  Core Complexes (CCX) × cores por CCX

#### Renoir (série 4000 com Radeon Graphics, baseado em Zen 2)
Recursos comuns das APUs de desktop Ryzen 4000:
- Socket: AM4.
- Todas as CPUs suportam DDR4-3200 no modo dual-channel.
- Cache L1: 64 KB (32 KB de dados + 32 KB de instrução) por núcleo.
- Cache L2: 512 KB por núcleo.
- Todas as CPUs suportam 24 pistas PCIe 3.0. 4 das pistas são reservadas como link para o chipset.
- Inclui GPU integrada GCN 5ª geração.
- Processo de fabricação: TSMC 7FF.

| Marca e modelo | Marca e modelo | CPU             | CPU                 | CPU                 | CPU              | CPU         | GPU             | GPU         | GPU            | GPU                             | TDP  | Data de lançamento                                      | MSRP          |
| Marca e modelo | Marca e modelo | Cores (threads) | Taxa de clock (GHz) | Taxa de clock (GHz) | Cache L3 (total) | Core Config | Modelo          | Clock (GHz) | Config         | Poder de processamento (GFLOPS) | TDP  | Data de lançamento                                      | MSRP          |
| Marca e modelo | Marca e modelo | Cores (threads) | Base                | Boost               | Cache L3 (total) | Core Config | Modelo          | Clock (GHz) | Config         | Poder de processamento (GFLOPS) | TDP  | Data de lançamento                                      | MSRP          |
| -------------- | -------------- | --------------- | ------------------- | ------------------- | ---------------- | ----------- | --------------- | ----------- | -------------- | ------------------------------- | ---- | ------------------------------------------------------- | ------------- |
| Ryzen 7        | 4700G          | 8 (16)          | 3.6                 | 4.4                 | 8 MB             | 2 × 4       | Radeon Graphics | 2.1         | 512:32:16 8 CU | 2150.4                          | 65 W | 21 de julho de 2020                                     | OEM           |
| Ryzen 7        | 4700GE         | 8 (16)          | 3.1                 | 4.3                 | 8 MB             | 2 × 4       | Radeon Graphics | 2.0         | 512:32:16 8 CU | 2048                            | 35 W | 21 de julho de 2020                                     | OEM           |
| Ryzen 5        | 4600G          | 6 (12)          | 3.7                 | 4.2                 | 8 MB             | 2 × 3       | Radeon Graphics | 1.9         | 448:28:14 7 CU | 1702.4                          | 65 W | 21 de julho de 2020 (OEM) / 4 de abril de 2022 (retail) | OEM / US $154 |
| Ryzen 5        | 4600GE         | 6 (12)          | 3.3                 | 4.2                 | 8 MB             | 2 × 3       | Radeon Graphics | 1.9         | 448:28:14 7 CU | 1702.4                          | 35 W | 21 de julho de 2020                                     | OEM           |
| Ryzen 3        | 4300G          | 4 (8)           | 3.8                 | 4.0                 | 4 MB             | 1 × 4       | Radeon Graphics | 1.7         | 384:24:12 6 CU | 1305.6                          | 65 W | 21 de julho de 2020                                     | OEM           |
| Ryzen 3        | 4300GE         | 4 (8)           | 3.5                 | 4.0                 | 4 MB             | 1 × 4       | Radeon Graphics | 1.7         | 384:24:12 6 CU | 1305.6                          | 35 W | 21 de julho de 2020                                     | OEM           |

1. ↑  Core complexes (CCXs) × cores por CCX
2. ↑  Shaders Unificados: Unidades de Mapeamento de Textura: Unidades de Saída de Renderização e Unidades de Computação (CU)
3. ↑  O desempenho de precisão única é calculado a partir da velocidade de clock base (ou aumento) do núcleo com base em uma operação FMA.

1. 1 2 3 4 5 6  Modelo também disponível como versão PRO como 4350GE,[101] 4350G,[102] 4650GE,[103] 4650G,[104] 4750GE,[105] 4750G,[106] lançado em 21 de julho de 2020 para apenas OEM.[107]
2. ↑  Todas as iGPUs são marcadas como AMD Radeon Graphics.

### Ryzen 5000

#### Vermeer (série 5000, baseado em Zen 3)
Recursos comuns das CPUs de desktop Ryzen 5000:
- Socket: AM4.
- Todas as CPUs suportam DDR4-3200 no modo dual-channel.
- Cache L1: 64 KB (32 KB de dados + 32 KB de instrução) por núcleo.
- Cache L2: 512 KB por núcleo.
- Todas as CPUs suportam 24 pistas PCIe 4.0. 4 das pistas são reservadas como link para o chipset.
- Sem gráficos integrados.
- Processo de fabricação: TSMC 7FF.

| Marca e modelo | Marca e modelo | Cores (threads) | Solução térmica | Taxa de clock (GHz) | Taxa de clock (GHz) | Cache L3 (total) | TDP   | Chiplets         | Core config | Data de lançamento                 | MSRP    |
| Marca e modelo | Marca e modelo | Cores (threads) | Solução térmica | Base                | Boost               | Cache L3 (total) | TDP   | Chiplets         | Core config | Data de lançamento                 | MSRP    |
| -------------- | -------------- | --------------- | --------------- | ------------------- | ------------------- | ---------------- | ----- | ---------------- | ----------- | ---------------------------------- | ------- |
| Ryzen 9        | 5950X          | 16 (32)         | N/A             | 3.4                 | 4.9                 | 64 MB            | 105 W | 2 × CCD 1 × I/OD | 2 × 8       | 5 de novembro de 2020              | US $799 |
| Ryzen 9        | 5900XT         | 16 (32)         | N/A             | 3.3                 | 4.8                 | 64 MB            | 105 W | 2 × CCD 1 × I/OD | 2 × 8       | julho de 2024                      | TBA     |
| Ryzen 9        | 5900X          | 12 (24)         | N/A             | 3.7                 | 4.8                 | 64 MB            | 105 W | 2 × CCD 1 × I/OD | 2 × 6       | 5 de novembro de 2020              | US $549 |
| Ryzen 9        | 5900           | 12 (24)         | N/A             | 3.0                 | 4.7                 | 64 MB            | 65 W  | 2 × CCD 1 × I/OD | 2 × 6       | 12 de janeiro de 2021              | OEM     |
| Ryzen 9        | Pro 5945       | 12 (24)         | N/A             | 3.0                 | 4.7                 | 64 MB            | 65 W  | 2 × CCD 1 × I/OD | 2 × 6       | setembro de 2022                   | OEM     |
| Ryzen 7        | 5800X3D        | 8 (16)          | N/A             | 3.4                 | 4.5                 | 96 MB            | 105 W | 1 × CCD 1 × I/OD | 1 × 8       | 20 de abril de 2022                | US $449 |
| Ryzen 7        | 5800XT         | 8 (16)          | Wraith Prism    | 3.8                 | 4.8                 | 32 MB            | 105 W | 1 × CCD 1 × I/OD | 1 × 8       | julho de 2024                      | TBA     |
| Ryzen 7        | 5800X          | 8 (16)          | —               | 3.8                 | 4.7                 | 32 MB            | 105 W | 1 × CCD 1 × I/OD | 1 × 8       | 5 de novembro de 2020              | US $449 |
| Ryzen 7        | 5800           | 8 (16)          | —               | 3.4                 | 4.6                 | 32 MB            | 65 W  | 1 × CCD 1 × I/OD | 1 × 8       | 12 de janeiro de 2021              | OEM     |
| Ryzen 7        | 5700X3D        | 8 (16)          | —               | 3.0                 | 4.1                 | 96 MB            | 105 W | 1 × CCD 1 × I/OD | 1 × 8       | 13 de janeiro de 2024              | US $249 |
| Ryzen 7        | 5700X          | 8 (16)          | —               | 3.4                 | 4.6                 | 32 MB            | 65 W  | 1 × CCD 1 × I/OD | 1 × 8       | 4 de abril de 2022                 | US $299 |
| Ryzen 7        | Pro 5845       | 8 (16)          | —               | 3.4                 | 4.6                 | 32 MB            | 65 W  | 1 × CCD 1 × I/OD | 1 × 8       | setembro de 2022                   | OEM     |
| Ryzen 5        | 5600X3D        | 6 (12)          | —               | 3.3                 | 4.4                 | 96 MB            | 105 W | 1 × CCD 1 × I/OD | 1 × 6       | 7 de julho de 2023 Somente nos EUA | US $229 |
| Ryzen 5        | 5600X          | 6 (12)          | Wraith Stealth  | 3.7                 | 4.6                 | 32 MB            | 65 W  | 1 × CCD 1 × I/OD | 1 × 6       | 5 de novembro de 2020              | US $299 |
| Ryzen 5        | 5600           | 6 (12)          | Wraith Stealth  | 3.5                 | 4.4                 | 32 MB            | 65 W  | 1 × CCD 1 × I/OD | 1 × 6       | 4 de abril de 2022                 | US $199 |
| Ryzen 5        | Pro 5645       | 6 (12)          | N/A             | 3.7                 | 4.6                 | 32 MB            | 65 W  | 1 × CCD 1 × I/OD | 1 × 6       | setembro de 2022                   | OEM     |

1. ↑  Core Complexes (CCX) × cores por CCX

#### Cezanne (série 5000, baseado em Zen 3)
CPUs baseadas em Cezanne que têm a GPU integrada desativada. Recursos comuns das CPUs de desktop Ryzen 5000 (Cezanne):
Recursos comuns das CPUs de desktop Ryzen 5000 (Cezanne):
- Socket: AM4.
- As CPUs suportam DDR4-3200 no modo dual-channel.
- Cache L1: 64 KB (32 KB de dados + 32 KB de instrução) por núcleo.
- Cache L2: 512 KB por núcleo.
- CPUs suportam 24 pistas PCIe 3.0. 4 das pistas são reservadas como link para o chipset.
- Sem gráficos integrados.
- Processo de fabricação: TSMC 7FF.

| Marca e modelo | Marca e modelo | Cores (threads) | Solução térmica | Taxa de clock (GHz) | Taxa de clock (GHz) | Cache L3 (total) | TDP  | Core config | Data de lançamento                                         | MSRP    |
| Marca e modelo | Marca e modelo | Cores (threads) | Solução térmica | Base                | Boost               | Cache L3 (total) | TDP  | Core config | Data de lançamento                                         | MSRP    |
| -------------- | -------------- | --------------- | --------------- | ------------------- | ------------------- | ---------------- | ---- | ----------- | ---------------------------------------------------------- | ------- |
| Ryzen 7        | 5700           | 8 (16)          | Wraith Stealth  | 3.7                 | 4.6                 | 16 MB            | 65 W | 1 × 8       | 4 de abril de 2022 (OEM) / 24 de dezembro de 2023 (Retail) | US $179 |
| Ryzen 5        | 5500           | 6 (12)          | Wraith Stealth  | 3.6                 | 4.2                 | 16 MB            | 65 W | 1 × 6       | 4 de abril de 2022                                         | US $159 |
| Ryzen 3        | 5100           | 4 (8)           | N/A             | 3.8                 | 4.2                 | 8 MB             | 65 W | 1 × 4       | 2023                                                       | OEM     |

1. ↑  Core Complexes (CCX) × cores por CCX

#### Cezanne (série 5000 com Radeon Graphics, baseado em Zen 3)
Recursos comuns das APUs de desktop Ryzen 5000:
- Socket: AM4.
- Todas as CPUs suportam DDR4-3200 no modo dual-channel.
- Cache L1: 64 KB (32 KB de dados + 32 KB de instrução) por núcleo.
- Cache L2: 512 KB por núcleo.
- Todas as CPUs suportam 24 pistas PCIe 3.0. 4 das pistas são reservadas como link para o chipset.
- Inclui GPU integrada GCN 5ª geração.
- Processo de fabricação: TSMC 7FF.

| Marca e modelo | Marca e modelo | CPU             | CPU                 | CPU                 | CPU              | CPU         | GPU         | GPU           | GPU                             | Solução térmica | TDP  | Data de lançamento                                       | MSRP    |
| Marca e modelo | Marca e modelo | Cores (threads) | Taxa de clock (GHz) | Taxa de clock (GHz) | Cache L3 (total) | Core config | Clock (GHz) | Config        | Poder de processamento (GFLOPS) | Solução térmica | TDP  | Data de lançamento                                       | MSRP    |
| Marca e modelo | Marca e modelo | Cores (threads) | Base                | Boost               | Cache L3 (total) | Core config | Clock (GHz) | Config        | Poder de processamento (GFLOPS) | Solução térmica | TDP  | Data de lançamento                                       | MSRP    |
| -------------- | -------------- | --------------- | ------------------- | ------------------- | ---------------- | ----------- | ----------- | ------------- | ------------------------------- | --------------- | ---- | -------------------------------------------------------- | ------- |
| Ryzen 7        | 5700G          | 8 (16)          | 3.8                 | 4.6                 | 16 MB            | 1 × 8       | 2000        | 512:32:8 8 CU | 2048                            | Wraith Stealth  | 65 W | 13 de abril de 2021 (OEM) / 5 de agosto de 2021 (retail) | US $359 |
| Ryzen 7        | 5700GE         | 8 (16)          | 3.2                 | 4.6                 | 16 MB            | 1 × 8       | 2000        | 512:32:8 8 CU | 2048                            | Wraith Stealth  | 35 W | 13 de abril de 2021                                      | OEM     |
| Ryzen 5        | 5600GT         | 6 (12)          | 3.6                 | 4.6                 | 16 MB            | 1 × 6       | 1900        | 448:28:8 7 CU | 1702.4                          | Wraith Stealth  | 65 W | 31 de janeiro de 2024                                    | US $140 |
| Ryzen 5        | 5600G          | 6 (12)          | 3.9                 | 4.4                 | 16 MB            | 1 × 6       | 1900        | 448:28:8 7 CU | 1702.4                          | Wraith Stealth  | 65 W | 13 de abril de 2021 (OEM) / 5 de agosto de 2021 (retail) | US $259 |
| Ryzen 5        | 5600GE         | 6 (12)          | 3.4                 | 4.4                 | 16 MB            | 1 × 6       | 1900        | 448:28:8 7 CU | 1702.4                          | Wraith Stealth  | 35 W | 13 de abril de 2021                                      | OEM     |
| Ryzen 5        | 5500GT         | 6 (12)          | 3.6                 | 4.4                 | 16 MB            | 1 × 6       | 1900        | 448:28:8 7 CU | 1702.4                          | Wraith Stealth  | 65 W | 31 de janeiro de 2024                                    | US $125 |
| Ryzen 3        | 5300G          | 4 (8)           | 4.0                 | 4.2                 | 8 MB             | 1 × 4       | 1700        | 384:24:8 6 CU | 1305.6                          | OEM             | 65 W | 13 de abril de 2021                                      | OEM     |
| Ryzen 3        | 5300GE         | 4 (8)           | 3.6                 | 4.2                 | 8 MB             | 1 × 4       | 1700        | 384:24:8 6 CU | 1305.6                          | OEM             | 35 W | 13 de abril de 2021                                      | OEM     |

1. ↑  Core Complexes (CCX) × cores por CCX
2. ↑  Shaders Unificados: Unidades de Mapeamento de Textura: Unidades de Saída de Renderização e Unidades de Computação (CU)
3. ↑  O desempenho de precisão única é calculado a partir da velocidade de clock base (ou aumento) do núcleo com base em uma operação FMA.

1. 1 2 3 4 5 6  Modelo também disponível como versão PRO como 5350GE,[144] 5350G,[145] 5650GE,[146] 5650G,[147] 5750GE,[148] 5750G,[149] lançado em 1 de junho de 2021.[150]

#### Chagall (Threadripper série 5000, baseado em Zen 3)
Recursos comuns das CPUs de estação de trabalho Ryzen 5000:
- Socket: sWRX8.
- Todas as CPUs suportam DDR4-3200 no modo octa-channel.
- Cache L1: 64 KB (32 KB de dados + 32 KB de instrução) por núcleo.
- Cache L2: 512 KB por núcleo.
- Todas as CPUs suportam 128 pistas PCIe 4.0. 8 das pistas são reservadas como link para o chipset.
- Sem gráficos integrados.
- Processo de fabricação: TSMC 7FF.

| Marca e Modelo         | Marca e Modelo | Cores (threads) | Taxa de clock (GHz) | Taxa de clock (GHz) | Cache L3 (total) | TDP   | Chiplets         | Core config | Data de lançamento                    | MSRP           |
| Marca e Modelo         | Marca e Modelo | Cores (threads) | Base                | Boost               | Cache L3 (total) | TDP   | Chiplets         | Core config | Data de lançamento                    | MSRP           |
| ---------------------- | -------------- | --------------- | ------------------- | ------------------- | ---------------- | ----- | ---------------- | ----------- | ------------------------------------- | -------------- |
| Ryzen Threadripper PRO | 5995WX         | 64 (128)        | 2.7                 | 4.5                 | 256 MB           | 280 W | 8 × CCD 1 × I/OD | 8 × 8       | 8 de março de 2022 (OEM) / ? (retail) | OEM / US $6500 |
| Ryzen Threadripper PRO | 5975WX         | 32 (64)         | 3.6                 | 4.5                 | 128 MB           | 280 W | 4 × CCD 1 × I/OD | 4 x 8       | 8 de março de 2022 (OEM) / ? (retail) | OEM / US $3300 |
| Ryzen Threadripper PRO | 5965WX         | 24 (48)         | 3.8                 | 4.5                 | 128 MB           | 280 W | 4 × CCD 1 × I/OD | 4 × 6       | 8 de março de 2022 (OEM) / ? (retail) | OEM / US $2400 |
| Ryzen Threadripper PRO | 5955WX         | 16 (32)         | 4.0                 | 4.5                 | 64 MB            | 280 W | 2 × CCD 1 × I/OD | 2 x 8       | 8 de março de 2022                    | OEM            |
| Ryzen Threadripper PRO | 5945WX         | 12 (24)         | 4.1                 | 4.5                 | 64 MB            | 280 W | 2 × CCD 1 × I/OD | 2 × 6       | 8 de março de 2022                    | OEM            |

1. ↑  Core Complexes (CCXs) × cores por CCX

### Ryzen 7000

#### Raphael (série 7000, baseado em Zen 4)
Recursos comuns das CPUs de desktop Ryzen 7000:
- Socket: AM5.
- Todas as CPUs suportam DDR5-5200 no modo dual-channel.
- Cache L1: 64 KB (32 KB de dados + 32 KB de instrução) por núcleo.
- Cache L2: 1 MB por núcleo.
- Todas as CPUs suportam 28 PCIe 5.0. 4 das pistas são reservadas como link para o chipset.
- Inclui GPU RDNA2 integrada com 2 CUs e velocidades de clock de 400MHz (base), 2,2 GHz (boost). Os modelos com sufixos “F” não possuem iGPUs.[i]
- Processo de fabricação: TSMC N5 (N6 FinFET para matriz de E/S).

| Marca e modelo | Marca e modelo | Cores (threads) | Taxa de clock (GHz) | Taxa de clock (GHz) | Cache L3 (total) | Solução térmica | Chiplets         | Core config | TDP   | Data de lançamento      | MSRP    |
| Marca e modelo | Marca e modelo | Cores (threads) | Base                | Boost               | Cache L3 (total) | Solução térmica | Chiplets         | Core config | TDP   | Data de lançamento      | MSRP    |
| -------------- | -------------- | --------------- | ------------------- | ------------------- | ---------------- | --------------- | ---------------- | ----------- | ----- | ----------------------- | ------- |
| Ryzen 9        | 7950X3D        | 16 (32)         | 4.2                 | 5.7                 | 128 MB           | —               | 2 × CCD 1 × I/OD | 2 × 8       | 120 W | 28 de fevereiro de 2023 | US $699 |
| Ryzen 9        | 7950X          | 16 (32)         | 4.5                 | 5.7                 | 64 MB            | —               | 2 × CCD 1 × I/OD | 2 × 8       | 170 W | 27 de setembro de 2022  | US $699 |
| Ryzen 9        | 7900X3D        | 12 (24)         | 4.4                 | 5.6                 | 128 MB           | —               | 2 × CCD 1 × I/OD | 2 × 6       | 120 W | 28 de fevereiro de 2023 | US $599 |
| Ryzen 9        | 7900X          | 12 (24)         | 4.7                 | 5.6                 | 64 MB            | —               | 2 × CCD 1 × I/OD | 2 × 6       | 170 W | 27 de setembro de 2022  | US $549 |
| Ryzen 9        | 7900           | 12 (24)         | 3.7                 | 5.4                 | 64 MB            | Wraith Prism    | 2 × CCD 1 × I/OD | 2 × 6       | 65 W  | 10 de janeiro de 2023   | US $429 |
| Ryzen 9        | PRO 7945       | 12 (24)         | 3.7                 | 5.4                 | 64 MB            | Wraith Spire    | 2 × CCD 1 × I/OD | 2 × 6       | 65 W  | 13 de junho de 2023     | OEM     |
| Ryzen 7        | 7800X3D        | 8 (16)          | 4.2                 | 5.0                 | 96 MB            | —               | 1 × CCD 1 × I/OD | 1 × 8       | 120 W | 6 de abril de 2023      | US $449 |
| Ryzen 7        | 7700X          | 8 (16)          | 4.5                 | 5.4                 | 32 MB            | —               | 1 × CCD 1 × I/OD | 1 × 8       | 105 W | 27 de setembro de 2022  | US $399 |
| Ryzen 7        | 7700           | 8 (16)          | 3.8                 | 5.3                 | 32 MB            | Wraith Prism    | 1 × CCD 1 × I/OD | 1 × 8       | 65 W  | 10 de janeiro de 2023   | US $329 |
| Ryzen 7        | PRO 7745       | 8 (16)          | 3.8                 | 5.3                 | 32 MB            | Wraith Spire    | 1 × CCD 1 × I/OD | 1 × 8       | 65 W  | 13 de junho de 2023     | OEM     |
| Ryzen 5        | 7600X          | 6 (12)          | 4.7                 | 5.3                 | 32 MB            | —               | 1 × CCD 1 × I/OD | 1 × 6       | 105 W | 27 de setembro de 2022  | US $299 |
| Ryzen 5        | 7600           | 6 (12)          | 3.8                 | 5.1                 | 32 MB            | Wraith Stealth  | 1 × CCD 1 × I/OD | 1 × 6       | 65 W  | 10 de janeiro de 2023   | US $229 |
| Ryzen 5        | PRO 7645       | 6 (12)          | 3.8                 | 5.1                 | 32 MB            | Wraith Spire    | 1 × CCD 1 × I/OD | 1 × 6       | 65 W  | 13 de junho de 2023     | OEM     |
| Ryzen 5        | 7500F          | 6 (12)          | 3.7                 | 5.0                 | 32 MB            | Wraith Stealth  | 1 × CCD 1 × I/OD | 1 × 6       | 65 W  | 22 de julho de 2023     | US $179 |

1. ↑  Auto-identifica-se como "AMD Radeon Graphics". Consulte RDNA 2 § Processadores gráficos integrados (iGPs).
2. ↑  Core Complexes (CCX) × cores por CCX
3. 1 2  Apenas um dos dois CCXes possui 64 MB 3D V-Cache adicionais.[157] Somente o CCX sem 3D V-Cache será capaz de atingir os boost clocks máximos. O CCX com 3D V-Cache terá uma freqüência mais baixa.[158]

#### Storm Peak (Threadripper série 7000, baseado em Zen 4)
Recursos comuns das CPUs Ryzen 7000 HEDT/estação de trabalho:
- Soquete: sTR5.
- As CPUs Threadripper suporta DDR5-5200 no modo quad-channel enquanto as CPUs Threadripper PRO suportam DDR5-5200 no modo octa-channel.
- Cache L1: 64 KB (32 KB de dados + 32 KB de instrução) por núcleo.
- Cache L2: 1 MB por núcleo.
- As CPUs Threadripper suportam 48 pistas PCIe 5.0 e 24 pistas PCIe 4.0, enquanto Threadripper PRO suportam 128 pistas PCIe 5.0. Além disso, todos os modelos de processador possuem 4 pistas PCIe 4.0 reservadas como link para o chipset.
- Sem gráficos integrados
- Processo de fabricação: TSMC 5FF.

| Marca e modelo         | Marca e modelo | Cores (threads) | Taxa de clock (GHz) | Taxa de clock (GHz) | Cache L3 (total) | TDP   | Chiplets          | Core config | Data de lançamento     | MSRP     |
| Marca e modelo         | Marca e modelo | Cores (threads) | Base                | Boost               | Cache L3 (total) | TDP   | Chiplets          | Core config | Data de lançamento     | MSRP     |
| ---------------------- | -------------- | --------------- | ------------------- | ------------------- | ---------------- | ----- | ----------------- | ----------- | ---------------------- | -------- |
| Ryzen Threadripper PRO | 7995WX         | 96 (192)        | 2.5                 | 5.1                 | 384 MB           | 350 W | 12 × CCD 1 × I/OD | 12 × 8      | 21 de novembro de 2023 | ASA      |
| Ryzen Threadripper PRO | 7985WX         | 64 (128)        | 3.2                 | 5.1                 | 256 MB           | 350 W | 8 × CCD 1 × I/OD  | 8 × 8       | 21 de novembro de 2023 | ASA      |
| Ryzen Threadripper PRO | 7975WX         | 32 (64)         | 4.0                 | 5.3                 | 128 MB           | 350 W | 4 × CCD 1 × I/OD  | 4 × 8       | 21 de novembro de 2023 | ASA      |
| Ryzen Threadripper PRO | 7965WX         | 24 (48)         | 4.2                 | 5.3                 | 128 MB           | 350 W | 4 × CCD 1 × I/OD  | 4 × 6       | 21 de novembro de 2023 | ASA      |
| Ryzen Threadripper PRO | 7955WX         | 16 (32)         | 4.5                 | 5.3                 | 64 MB            | 350 W | 2 × CCD 1 × I/OD  | 2 × 8       | 21 de novembro de 2023 | ASA      |
| Ryzen Threadripper PRO | 7945WX         | 12 (24)         | 4.7                 | 5.3                 | 64 MB            | 350 W | 2 × CCD 1 × I/OD  | 2 × 6       | 21 de novembro de 2023 | ASA      |
| Ryzen Threadripper     | 7980X          | 64 (128)        | 3.2                 | 5.1                 | 256 MB           | 350 W | 8 × CCD 1 × I/OD  | 8 × 8       | 21 de novembro de 2023 | US $4999 |
| Ryzen Threadripper     | 7970X          | 32 (64)         | 4.0                 | 5.3                 | 128 MB           | 350 W | 4 × CCD 1 × I/OD  | 4 × 8       | 21 de novembro de 2023 | US $2499 |
| Ryzen Threadripper     | 7960X          | 24 (48)         | 4.2                 | 5.3                 | 128 MB           | 350 W | 4 × CCD 1 × I/OD  | 4 × 6       | 21 de novembro de 2023 | US $1499 |

1. ↑  Core Complexes (CCXs) × cores por CCX

### Ryzen 8000

#### Phoenix (série 8000, baseado em Zen 4)
Recursos comuns das CPUs de desktop Ryzen 8000:
- Socket: AM5.
- Todas as CPUs suportam RAM DDR5-5200 no modo dual-channel.
- Cache L1: 64 KB (32 KB de dados + 32 KB de instrução) por núcleo.
- Cache L2: 1 MB por núcleo.
- Todas as CPUs suportam 20 pistas PCIe 4.0. 4 das pistas são reservadas como link para o chipset.
- Sem gráficos integrados.
- Processo de fabricação: TSMC 4 nm FinFET.

| Marca e Modelo | Marca e Modelo | Cores (threads) | Taxa de clock (GHz) | Taxa de clock (GHz) | Cache L3 (total) | NPU     | Solução térmica | TDP  | Core config | Data de lançamento | MSRP |
| Marca e Modelo | Marca e Modelo | Cores (threads) | Base                | Boost               | Cache L3 (total) | NPU     | Solução térmica | TDP  | Core config | Data de lançamento | MSRP |
| -------------- | -------------- | --------------- | ------------------- | ------------------- | ---------------- | ------- | --------------- | ---- | ----------- | ------------------ | ---- |
| Ryzen 7        | 8700F          | 8 (16)          | 4.1                 | 5.0                 | 16 MB            | Parcial | Wraith Stealth  | 65 W | 1 × 8       | 1 de abril de 2024 | OEM  |
| Ryzen 5        | 8400F          | 6 (12)          | 4.2                 | 4.7                 | 16 MB            | Não     | Wraith Stealth  | 65 W | 1 × 6       | 1 de abril de 2024 | OEM  |

1. ↑  Complexos de núcleo (CCX) × núcleos por CCX ou núcleos Zen 4 + Zen 4c
2. ↑  Ryzen AI só está disponível quando emparelhado com uma placa gráfica da série Radeon RX 7000, pois possui aceleração AI

#### Phoenix (série 8000 com Radeon Graphics, baseado em Zen 4/RDNA3/XDNA)
Recursos comuns das APUs de desktop Ryzen 8000G:
- Socket: AM5.
- Todas as CPUs suportam RAM DDR5-5200 no modo dual-channel.
- Cache L1: 64 KB (32 KB de dados + 32 KB de instrução) por núcleo.
- Cache L2: 1 MB por núcleo.
- Modelos com núcleos Zen 4c (codinome Phoenix 2) suportam 14 pistas PCIe 4.0, enquanto modelos sem eles suportam 20 pistas. 4 das pistas são reservadas como link para o chipset.
- Inclui GPU RDNA 3 integrada.
- Inclui XDNA AI Engine (Ryzen AI) em modelos superiores, conforme indicado na tabela abaixo.
- Processo de fabricação: TSMC 4 nm FinFET.

| Marca e Modelo | Marca e Modelo | CPU             | CPU             | CPU             | CPU                 | CPU                 | CPU              | CPU         | GPU    | GPU                 | GPU         | NPU                    | Solução térmica | TDP  | Data de lançamento                       | MSRP      |
| Marca e Modelo | Marca e Modelo | Cores (threads) | Cores (threads) | Cores (threads) | Taxa de clock (GHz) | Taxa de clock (GHz) | Cache L3 (total) | Core config | Modelo | Core config         | Clock (GHz) | NPU                    | Solução térmica | TDP  | Data de lançamento                       | MSRP      |
| Marca e Modelo | Marca e Modelo | Total           | Zen 4           | Zen 4c          | Base                | Boost               | Cache L3 (total) | Core config | Modelo | Core config         | Clock (GHz) | NPU                    | Solução térmica | TDP  | Data de lançamento                       | MSRP      |
| -------------- | -------------- | --------------- | --------------- | --------------- | ------------------- | ------------------- | ---------------- | ----------- | ------ | ------------------- | ----------- | ---------------------- | --------------- | ---- | ---------------------------------------- | --------- |
| Ryzen 7        | 8700G          | 8 (16)          | 8 (16)          | —               | 4.2                 | 5.1                 | 16 MB            | 1 × 8       | 780M   | 12 CUs 768:48:24:12 | 2.9         | Ryzen AI · Até 16 TOPS | Wraith Spire    | 65 W | 31 de janeiro de 2024                    | US $329   |
| Ryzen 5        | 8600G          | 6 (12)          | 6 (12)          | —               | 4.3                 | 5.0                 | 16 MB            | 1 × 6       | 760M   | 8 CUs 512:32:16:8   | 2.8         | Ryzen AI · Até 16 TOPS | Wraith Stealth  | 65 W | 31 de janeiro de 2024                    | US $229   |
| Ryzen 5        | 8500G          | 6 (12)          | 2 (4)           | 4 (8)           | 4.1 / 3.2           | 5.0 / 3.7           | 16 MB            | 2 + 4       | 740M   | 4 CUs 256:16:8:4    | 2.8         | Não                    | Wraith Stealth  | 65 W | 31 de janeiro de 2024                    | US $179   |
| Ryzen 3        | 8300G          | 4 (8)           | 1 (2)           | 3 (6)           | 4.0 / 3.2           | 4.9 / 3.6           | 8 MB             | 1 + 3       | 740M   | 4 CUs 256:16:8:4    | 2.6         | Não                    | Wraith Stealth  | 65 W | Janeiro de 2024 (OEM) / Q1 2024 (retail) | OEM / TBA |

1. ↑  Complexos de núcleo (CCX) × núcleos por CCX ou núcleos Zen 4 + Zen 4c
2. ↑  Shaders Unificados : Unidades de Mapeamento de Textura : Unidades de Saída de Renderização : Ray accelerators : AI accelerator e Unidades de Computação (CU)
3. ↑  GPUs baseadas em RDNA 3 tem stream processors de emissão dupla para que até duas intruções de shader possam ser executadas por ciclo de clock sob certas condições de paralelismo
4. 1 2  Frequência base dos núcleos Zen 4 / Frequência base dos núcleos Zen 4c
5. 1 2  Frequência de reforço dos núcleos Zen 4 / Frequência de reforço dos núcleos Zen 4c

### Ryzen 9000

#### Granite Ridge (série 9000, baseado em Zen 5)
Recursos comuns das CPUs de desktop Ryzen 9000:
- Socket: AM5
- Todas as CPUs suportam DDR5-5600 no modo dual-channel
- Todas as CPUs suportam 28 pistas PCIe 5.0. 4 das pistas são reservadas como link para o chipset
- Inclui GPU RDNA 2 integrada com 2 CUs e velocidades de clock base e boos de 0,4 GHz e 2,2 GHz, respectivamente.
- Cache L1: 80 KB (48 KB de dados + 32 KB de instruções) por núcleo.
- Cache L2: 1 MB por núcleo.
- Processo de fabricação: TSMC N4 FinFET (N6 FinFET para o chip de I/O).

| Marca e modelo | Marca e modelo | Cores (threads) | Taxa de clock (GHz) | Taxa de clock (GHz) | Cache L3 (total) | Solução térmica | TDP   | Chiplets         | Core config | Data de lançamento    | Lançamento MSRP |
| Marca e modelo | Marca e modelo | Cores (threads) | Base                | Boost               | Cache L3 (total) | Solução térmica | TDP   | Chiplets         | Core config | Data de lançamento    | Lançamento MSRP |
| -------------- | -------------- | --------------- | ------------------- | ------------------- | ---------------- | --------------- | ----- | ---------------- | ----------- | --------------------- | --------------- |
| Ryzen 9        | 9950X3D        | 16 (32)         | 4.3                 | 5.7                 | 128 MB           | —               | 170 W | 2 × CCD 1 × I/OD | 2 × 8       | 12 de março de 2025   | US $699         |
| Ryzen 9        | 9950X          | 16 (32)         | 4.3                 | 5.7                 | 64 MB            | —               | 170 W | 2 × CCD 1 × I/OD | 2 × 8       | 15 de agosto de 2024  | US $649         |
| Ryzen 9        | 9900X3D        | 12 (24)         | 4.4                 | 5.5                 | 128 MB           | —               | 120 W | 2 × CCD 1 × I/OD | 2 × 6       | 12 de março de 2025   | US $599         |
| Ryzen 9        | 9900X          | 12 (24)         | 4.4                 | 5.6                 | 64 MB            | —               | 120 W | 2 × CCD 1 × I/OD | 2 × 6       | 15 de agosto de 2024  | US $499         |
| Ryzen 7        | 9800X3D        | 8 (16)          | 4.7                 | 5.2                 | 96 MB            | —               | 120 W | 1 × CCD 1 × I/OD | 1 × 8       | 7 de novembro de 2024 | US $479         |
| Ryzen 7        | 9700X          | 8 (16)          | 3.8                 | 5.5                 | 32 MB            | —               | 65 W  | 1 × CCD 1 × I/OD | 1 × 8       | 8 de agosto de 2024   | US $359         |
| Ryzen 5        | 9600X          | 6 (12)          | 3.9                 | 5.4                 | 32 MB            | —               | 65 W  | 1 × CCD 1 × I/OD | 1 × 6       | 8 de agosto de 2024   | US $279         |
| Ryzen 5        | 9600           | 6 (12)          | 3.8                 | 5.2                 | 32 MB            | Wraith Stealth  | 65 W  | 1 × CCD 1 × I/OD | 1 × 6       | TBA                   | TBA             |

1. ↑  Core Complexes (CCX) × cores por CCX
2. 1 2  Apenas um dos dois CCXes tem 3D V-Cache.[196]
3. ↑  TDP configurável para 105 W

## Processadores Mobile

### Ryzen 2000

#### Raven Ridge (baseado em Zen)
Recursos comuns das APUs de notebook Ryzen 2000:
- Socket: FP5.
- As CPUs da série U suportam DDR4-2400 no modo dual-channel, enquanto as CPUs da série H suportam velocidades DDR4-3200.
- Cache L1: 96 KB (32 KB de dados + 64 KB de instrução) por núcleo.
- Cache L2: 512 KB por núcleo.
- Todas as CPUs suportam 12 pistas PCIe 3.0.
- Inclui GPU integrada GCN 5ª geração.
- Processo de fabricação: GlobalFoundries 14LP.

| Marca e modelo | Marca e modelo | CPU             | CPU                 | CPU                 | CPU              | CPU         | GPU     | GPU         | GPU              | GPU                             | TDP     | Data de lançamento     |
| Marca e modelo | Marca e modelo | Cores (threads) | Taxa de clock (GHz) | Taxa de clock (GHz) | Cache L3 (total) | Core config | Modelo  | Clock (GHz) | Config           | Poder de processamento (GFLOPS) | TDP     | Data de lançamento     |
| Marca e modelo | Marca e modelo | Cores (threads) | Base                | Boost               | Cache L3 (total) | Core config | Modelo  | Clock (GHz) | Config           | Poder de processamento (GFLOPS) | TDP     | Data de lançamento     |
| -------------- | -------------- | --------------- | ------------------- | ------------------- | ---------------- | ----------- | ------- | ----------- | ---------------- | ------------------------------- | ------- | ---------------------- |
| Ryzen 7        | 2800H          | 4 (8)           | 3.3                 | 3.8                 | 4 MB             | 1 × 4       | Vega 11 | 1.3         | 704:44:16 11 CUs | 1830.4                          | 35–54 W | 10 de setembro de 2018 |
| Ryzen 7        | 2700U          | 4 (8)           | 2.2                 | 3.8                 | 4 MB             | 1 × 4       | Vega 10 | 1.3         | 640:40:16 10 CUs | 1664                            | 12–25 W | 26 de outubro de 2017  |
| Ryzen 5        | 2600H          | 4 (8)           | 3.2                 | 3.6                 | 4 MB             | 1 × 4       | Vega 8  | 1.1         | 512:32:16 8 CUs  | 1126.4                          | 35–54 W | 10 de setembro de 2018 |
| Ryzen 5        | 2500U          | 4 (8)           | 2.0                 | 3.6                 | 4 MB             | 1 × 4       | Vega 8  | 1.1         | 512:32:16 8 CUs  | 1126.4                          | 12–25 W | 26 de outubro de 2017  |
| Ryzen 3        | 2300U          | 4 (4)           | 2.0                 | 3.4                 | 4 MB             | 1 × 4       | Vega 6  | 1.1         | 384:24:8 6 CUs   | 844.8                           | 12–25 W | 8 de janeiro de 2018   |
| Ryzen 3        | 2200U          | 2 (4)           | 2.5                 | 3.4                 | 4 MB             | 1 × 2       | Vega 3  | 1.1         | 192:12:4 3 CUs   | 422.4                           | 12–25 W | 8 de janeiro de 2018   |

1. ↑  Shaders Unificados : Unidades de Mapeamento de Textura : Unidades de Saída de Renderização e Unidades de Computação (CU)
2. ↑  Marcado como Radeon Vega em vez de Radeon RX Vega nas CPUs PRO
3. ↑  Complexos principais (CCX) × núcleos por CCX
4. ↑  O desempenho de precisão única é calculado a partir da velocidade de clock base (ou boost) do núcleo com base em uma operação operação FMA.
5. 1 2 3  Modelo também disponível como versão PRO,[214][215][216] lançado em 15 de maio de 2018.[217]

### Ryzen 3000

#### Dalí (baseado em Zen)
Recursos comuns das APUs de notebook Ryzen 3000:
- Socket: FP5.
- Todas as CPUs suportam DDR4-2400 em dual-channel.
- Cache L1: 96 KB (32 KB de dados + 64 KB de instruções) por núcleo.
- L2 cache: 512 KB por núcleo.
- Todas as CPUs suportam 12 pistas PCIe 3.0.
- Inclui GPU GCN 5th geração.
- Processo de fabricação: GlobalFoundries 14LP.

| Marca e modelo | Marca e modelo | CPU             | CPU                 | CPU                 | CPU              | CPU         | GPU    | GPU         | GPU            | GPU                             | TDP     | Data de lançamento     |
| Marca e modelo | Marca e modelo | Cores (threads) | Taxa de clock (GHz) | Taxa de clock (GHz) | Cache L3 (total) | Core config | Modelo | Clock (GHz) | Config         | Poder de processamento (GFLOPS) | TDP     | Data de lançamento     |
| Marca e modelo | Marca e modelo | Cores (threads) | Base                | Boost               | Cache L3 (total) | Core config | Modelo | Clock (GHz) | Config         | Poder de processamento (GFLOPS) | TDP     | Data de lançamento     |
| -------------- | -------------- | --------------- | ------------------- | ------------------- | ---------------- | ----------- | ------ | ----------- | -------------- | ------------------------------- | ------- | ---------------------- |
| Ryzen 3        | 3250U          | 2 (4)           | 2.6                 | 3.5                 | 4 MB             | 1 × 2       | Vega 3 | 1.2         | 192:12:4 3 CUs | 460.8                           | 12–25 W | 6 de janeiro de 2020   |
| Ryzen 3        | 3250C          | 2 (4)           | 2.6                 | 3.5                 | 4 MB             | 1 × 2       | Vega 3 | 1.2         | 192:12:4 3 CUs | 460.8                           | 12–25 W | 22 de setembro de 2020 |
| Ryzen 3        | 3200U          | 2 (4)           | 2.6                 | 3.5                 | 4 MB             | 1 × 2       | Vega 3 | 1.2         | 192:12:4 3 CUs | 460.8                           | 12–25 W | 6 de janeiro de 219    |

1. ↑  Core Complexes (CCX) × cores por CCX
2. ↑  Shaders Unificados: Unidades de Mapeamento de Textura: Unidades de Saída de Renderização e Unidades de Computação (CU)
3. ↑  O desempenho de precisão simples é calculado a partir da velocidade de clock do núcleo base (ou boost) com base em uma operação FMA.

#### Picasso (baseado em Zen+/GCN5)
Recursos comuns das APUs de notebook Ryzen 3000:
- Soquete: FP5.
- Todas as CPUs suportam DDR4-2400 no modo dual-channel.
- Cache L1: 96 KB (32 KB de dados + 64 KB de instruções) por núcleo.
- Cache L2: 512 KB por núcleo.
- Todas as CPUs suportam 16 pistas PCIe 3.0.
- Inclui GPU GCN integrada de GCN 5th geração.
- Processo de fabricação: GlobalFoundries 12LP (14LP+).

| Marca e Modelo | Marca e Modelo | CPU             | CPU                 | CPU                 | CPU              | CPU         | GPU        | GPU         | GPU             | GPU                             | TDP  | Data de lançamento     |
| Marca e Modelo | Marca e Modelo | Cores (threads) | Taxa de clock (GHz) | Taxa de clock (GHz) | Cache L3 (total) | Core config | Modelo     | Clock (GHz) | Config          | Poder de processamento (GFLOPS) | TDP  | Data de lançamento     |
| Marca e Modelo | Marca e Modelo | Cores (threads) | Base                | Boost               | Cache L3 (total) | Core config | Modelo     | Clock (GHz) | Config          | Poder de processamento (GFLOPS) | TDP  | Data de lançamento     |
| -------------- | -------------- | --------------- | ------------------- | ------------------- | ---------------- | ----------- | ---------- | ----------- | --------------- | ------------------------------- | ---- | ---------------------- |
| Ryzen 7        | 3780U          | 4 (8)           | 2.3                 | 4.0                 | 4 MB             | 1 × 4       | RX Vega 11 | 1.4         | 704:44:16 11 CU | 1971.2                          | 15 W | outubro de 2019        |
| Ryzen 7        | 3750H          | 4 (8)           | 2.3                 | 4.0                 | 4 MB             | 1 × 4       | RX Vega 10 | 1.4         | 640:40:16 10 CU | 1792.0                          | 35 W | 6 de janeiro de 2019   |
| Ryzen 7        | 3700C          | 4 (8)           | 2.3                 | 4.0                 | 4 MB             | 1 × 4       | RX Vega 10 | 1.4         | 640:40:16 10 CU | 1792.0                          | 15 W | 22 de setembro de 2020 |
| Ryzen 7        | 3700U          | 4 (8)           | 2.3                 | 4.0                 | 4 MB             | 1 × 4       | RX Vega 10 | 1.4         | 640:40:16 10 CU | 1792.0                          | 15 W | 6 de janeiro de 2019   |
| Ryzen 5        | 3580U          | 4 (8)           | 2.1                 | 3.7                 | 4 MB             | 1 × 4       | Vega 9     | 1.3         | 576:36:16 9 CU  | 1497.6                          | 15 W | outubro de 2019        |
| Ryzen 5        | 3550H          | 4 (8)           | 2.1                 | 3.7                 | 4 MB             | 1 × 4       | Vega 8     | 1.2         | 512:32:16 8 CU  | 1228.8                          | 35 W | 6 de janeiro de 2019   |
| Ryzen 5        | 3500C          | 4 (8)           | 2.1                 | 3.7                 | 4 MB             | 1 × 4       | Vega 8     | 1.2         | 512:32:16 8 CU  | 1228.8                          | 15 W | 22 de setembro de 2020 |
| Ryzen 5        | 3500U          | 4 (8)           | 2.1                 | 3.7                 | 4 MB             | 1 × 4       | Vega 8     | 1.2         | 512:32:16 8 CU  | 1228.8                          | 15 W | 6 de janeiro de 2019   |
| Ryzen 5        | 3450U          | 4 (8)           | 2.1                 | 3.5                 | 4 MB             | 1 × 4       | Vega 8     | 1.2         | 512:32:16 8 CU  | 1228.8                          | 15 W | junho de 2020          |
| Ryzen 3        | 3350U          | 4 (4)           | 2.1                 | 3.5                 | 4 MB             | 1 × 4       | Vega 6     | 1.2         | 384:24:8 6 CU   | 921.6                           | 15 W | 6 de janeiro de 2019   |
| Ryzen 3        | 3300U          | 4 (4)           | 2.1                 | 3.5                 | 4 MB             | 1 × 4       | Vega 6     | 1.2         | 384:24:8 6 CU   | 921.6                           | 15 W | 6 de janeiro de 2019   |

1. ↑  Core Complexes (CCX) × cores por CCX
2. ↑  Shaders unificados : Unidades de mapeamento de textura : Unidades de saída de renderização e unidades de computação (CU)
3. ↑  O desempenho de precisão simples é calculado a partir da velocidade de clock do núcleo base (ou boost) com base em uma operação FMA.

1. 1 2 3  Modelo também disponível como versão PRO,[237][238][239] lançado em 8 de abril de 2019

### Ryzen 4000

#### Renoir (baseado em Zen 2/GCN5)
Recursos comuns das APUs de notebook Ryzen 4000:
- Socket: FP6.
- Todas as CPUs suportam DDR4-3200 ou LPDDR4-4266 no modo de dual-channel.
- Cache L1: 64 KB (32 KB de dados + 32 KB de instrução) por núcleo.
- Cache L2: 512 KB por núcleo.
- Todas as CPUs suportam 16 pistas PCIe 3.0.
- Inclui GPU integrada GCN 5ª geração.
- Processo de fabricação: TSMC 7FF.

| Marca e Modelo | Marca e Modelo | CPU             | CPU                 | CPU                 | CPU              | CPU         | GPU             | GPU         | GPU           | GPU                             | TDP     | Data de lançamento  |
| Marca e Modelo | Marca e Modelo | Cores (threads) | Taxa de clock (GHz) | Taxa de clock (GHz) | Cache L3 (total) | Core config | Modelo          | Clock (GHz) | Config        | Poder de processamento (GFLOPS) | TDP     | Data de lançamento  |
| Marca e Modelo | Marca e Modelo | Cores (threads) | Base                | Boost               | Cache L3 (total) | Core config | Modelo          | Clock (GHz) | Config        | Poder de processamento (GFLOPS) | TDP     | Data de lançamento  |
| -------------- | -------------- | --------------- | ------------------- | ------------------- | ---------------- | ----------- | --------------- | ----------- | ------------- | ------------------------------- | ------- | ------------------- |
| Ryzen 9        | 4900H          | 8 (16)          | 3.3                 | 4.4                 | 8 MB             | 2 × 4       | Radeon Graphics | 1.75        | 512:32:8 8 CU | 1792                            | 35–54 W | 16 de março de 2020 |
| Ryzen 9        | 4900HS         | 8 (16)          | 3.0                 | 4.3                 | 8 MB             | 2 × 4       | Radeon Graphics | 1.75        | 512:32:8 8 CU | 1792                            | 35 W    | 16 de março de 2020 |
| Ryzen 7        | 4800H          | 8 (16)          | 2.9                 | 4.2                 | 8 MB             | 2 × 4       | Radeon Graphics | 1.6         | 448:28:8 7 CU | 1433.6                          | 35–54 W | 16 de março de 2020 |
| Ryzen 7        | 4800HS         | 8 (16)          | 2.9                 | 4.2                 | 8 MB             | 2 × 4       | Radeon Graphics | 1.6         | 448:28:8 7 CU | 1433.6                          | 35 W    | 16 de março de 2020 |
| Ryzen 7        | 4980U          | 8 (16)          | 2.0                 | 4.4                 | 8 MB             | 2 × 4       | Radeon Graphics | 1.95        | 512:32:8 8 CU | 1996.8                          | 10–25 W | 13 de abril de 2021 |
| Ryzen 7        | 4800U          | 8 (16)          | 1.8                 | 4.2                 | 8 MB             | 2 × 4       | Radeon Graphics | 1.75        | 512:32:8 8 CU | 1792                            | 10–25 W | 16 de março de 2020 |
| Ryzen 7        | 4700U          | 8 (8)           | 2.0                 | 4.1                 | 8 MB             | 2 × 4       | Radeon Graphics | 1.6         | 448:28:8 7 CU | 1433.6                          | 10–25 W | 16 de março de 2020 |
| Ryzen 5        | 4600H          | 6 (12)          | 3.0                 | 4.0                 | 8 MB             | 2 × 3       | Radeon Graphics | 1.5         | 384:24:8 6 CU | 1152                            | 35–54 W | 16 de março de 2020 |
| Ryzen 5        | 4600HS         | 6 (12)          | 3.0                 | 4.0                 | 8 MB             | 2 × 3       | Radeon Graphics | 1.5         | 384:24:8 6 CU | 1152                            | 35 W    | 16 de março de 2020 |
| Ryzen 5        | 4680U          | 6 (12)          | 2.1                 | 4.0                 | 8 MB             | 2 × 3       | Radeon Graphics | 1.5         | 448:28:8 7 CU | 1344                            | 10–25 W | 13 de abril de 2021 |
| Ryzen 5        | 4600U          | 6 (12)          | 2.1                 | 4.0                 | 8 MB             | 2 × 3       | Radeon Graphics | 1.5         | 384:24:8 6 CU | 1152                            | 10–25 W | 16 de março de 2020 |
| Ryzen 5        | 4500U          | 6 (6)           | 2.3                 | 4.0                 | 8 MB             | 2 × 3       | Radeon Graphics | 1.5         | 384:24:8 6 CU | 1152                            | 10–25 W | 16 de março de 2020 |
| Ryzen 3        | 4300U          | 4 (4)           | 2.7                 | 3.7                 | 4 MB             | 1 × 4       | Radeon Graphics | 1.4         | 320:20:8 5 CU | 896                             | 10–25 W | 16 de março de 2020 |

1. ↑  Core Complexes (CCX) × cores por CCX
2. ↑  Shaders Unificados: Unidades de Mapeamento de Textura: Unidades de Saída de Renderização e Unidades de Computação (CU)
3. ↑  O desempenho de precisão única é calculado a partir da velocidade de clock base (ou aumento) do núcleo com base em uma operação FMA.

1. ↑  Todas as iGPUs são marcadas como AMD Radeon Graphics.
2. 1 2 3  Modelo também disponível como versão PRO como 4450U,[257] 4650U,[258] 4750U,[259] lançado em 7 de maio de 2020.

### Ryzen 5000

#### Lucienne (baseado em Zen 2/GCN5)
Recursos comuns das APUs de notebook Ryzen 5000:
- Soquete: FP6.
- Todas as CPUs suportam DDR4-3200 ou LPDDR4-4266 no modo  dual-channel.
- Cache L1: 64 KB (32 KB de dados + 32 KB de instrução) por núcleo.
- Cache L2: 512 KB por núcleo.
- Todas as CPUs suportam 16 pistas PCIe 3.0.
- Inclui GPU integrada GCN 5th geração.
- Processo de fabricação: TSMC 7FF.

| Marca e modelo | Marca e modelo | CPU            | CPU         | CPU                 | CPU                 | CPU              | GPU             | GPU           | GPU         | GPU                             | TDP     | Data de lançamento e preço |
| Marca e modelo | Marca e modelo | Cores (Thread) | Core config | Taxa de clock (GHz) | Taxa de clock (GHz) | Cache L3 (total) | Modelo          | Config        | Clock (GHz) | Poder de processamento (GFLOPS) | TDP     | Data de lançamento e preço |
| Marca e modelo | Marca e modelo | Cores (Thread) | Core config | Base                | Boost               | Cache L3 (total) | Modelo          | Config        | Clock (GHz) | Poder de processamento (GFLOPS) | TDP     | Data de lançamento e preço |
| -------------- | -------------- | -------------- | ----------- | ------------------- | ------------------- | ---------------- | --------------- | ------------- | ----------- | ------------------------------- | ------- | -------------------------- |
| Ryzen 3        | 5300U          | 4 (8)          | 1 × 4       | 2.6                 | 3.8                 | 4 MB             | Radeon Graphics | 384:24:8 6 CU | 1.5         | 1152                            | 10–25 W | 12 de janeiro de 2021      |
| Ryzen 5        | 5500U          | 6 (12)         | 2 × 3       | 2.1                 | 4.0                 | 8 MB             | Radeon Graphics | 448:28:8 7 CU | 1.8         | 1612.8                          | 10–25 W | 12 de janeiro de 2021      |
| Ryzen 7        | 5700U          | 8 (16)         | 2 × 4       | 1.8                 | 4.3                 | 8 MB             | Radeon Graphics | 512:32:8 8 CU | 1.9         | 1945.6                          | 10–25 W | 12 de janeiro de 2021      |

1. ↑  Core Complexes (CCX) × cores por CCX
2. ↑  Shaders unificados : Unidades de mapeamento de textura : Unidades de saída de renderização e unidades de computação (CU)
3. ↑  O desempenho de precisão simples é calculado a partir da velocidade de clock do núcleo base (ou boost) com base em uma operação FMA.

1. ↑  Todos os iGPUs têm a marca AMD Radeon Graphics.

#### Cezanne e Barceló (baseado em Zen 3/GCN5)
Cezanne (modelos 2021), Barceló (modelos 2022).
Recursos comuns das APUs de notebook Ryzen 5000:
- Soquete: FP6.
- Todas as CPUs suportam DDR4-3200 ou LPDDR4-4266 no modo dual-channel.
- Cache L1: 64 KB (32 KB de dados + 32 KB de instrução) por núcleo.
- Cache L2: 512 KB por núcleo.
- Todas as CPUs suportam 16 pistas PCIe 3.0.
- Inclui GPU integrada GCN 5th geração.
- Processo de fabricação: TSMC 7FF.

| Marca e modelo | Marca e modelo | CPU             | CPU                 | CPU                 | CPU              | CPU         | GPU             | GPU         | GPU            | GPU                             | TDP     | Data de lançamento    |
| Marca e modelo | Marca e modelo | Cores (threads) | Taxa de clock (GHz) | Taxa de clock (GHz) | L3 cache (total) | Core config | Modelo          | Clock (GHz) | Config         | Poder de processamento (GFLOPS) | TDP     | Data de lançamento    |
| Marca e modelo | Marca e modelo | Cores (threads) | Base                | Boost               | L3 cache (total) | Core config | Modelo          | Clock (GHz) | Config         | Poder de processamento (GFLOPS) | TDP     | Data de lançamento    |
| -------------- | -------------- | --------------- | ------------------- | ------------------- | ---------------- | ----------- | --------------- | ----------- | -------------- | ------------------------------- | ------- | --------------------- |
| Ryzen 9        | 5980HX         | 8 (16)          | 3.3                 | 4.8                 | 16 MB            | 1 × 8       | Radeon Graphics | 2.1         | 512:32:8 8 CUs | 2150.4                          | 35–54 W | 12 de janeiro de 2021 |
| Ryzen 9        | 5980HS         | 8 (16)          | 3.0                 | 4.8                 | 16 MB            | 1 × 8       | Radeon Graphics | 2.1         | 512:32:8 8 CUs | 2150.4                          | 35 W    | 12 de janeiro de 2021 |
| Ryzen 9        | 5900HX         | 8 (16)          | 3.3                 | 4.6                 | 16 MB            | 1 × 8       | Radeon Graphics | 2.1         | 512:32:8 8 CUs | 2150.4                          | 35–54 W | 12 de janeiro de 2021 |
| Ryzen 9        | 5900HS         | 8 (16)          | 3.0                 | 4.6                 | 16 MB            | 1 × 8       | Radeon Graphics | 2.1         | 512:32:8 8 CUs | 2150.4                          | 35 W    | 12 de janeiro de 2021 |
| Ryzen 7        | 5800H          | 8 (16)          | 3.2                 | 4.4                 | 16 MB            | 1 × 8       | Radeon Graphics | 2.0         | 512:32:8 8 CUs | 2048                            | 35–54 W | 12 de janeiro de 2021 |
| Ryzen 7        | 5800HS         | 8 (16)          | 2.8                 | 4.4                 | 16 MB            | 1 × 8       | Radeon Graphics | 2.0         | 512:32:8 8 CUs | 2048                            | 35 W    | 12 de janeiro de 2021 |
| Ryzen 7        | 5825U          | 8 (16)          | 2.0                 | 4.5                 | 16 MB            | 1 × 8       | Radeon Graphics | 2.0         | 512:32:8 8 CUs | 2048                            | 15 W    | 4 de janeiro de 2022  |
| Ryzen 7        | 5800U          | 8 (16)          | 1.9                 | 4.4                 | 16 MB            | 1 × 8       | Radeon Graphics | 2.0         | 512:32:8 8 CUs | 2048                            | 10–25 W | 12 de janeiro de 2021 |
| Ryzen 5        | 5600H          | 6 (12)          | 3.3                 | 4.2                 | 16 MB            | 1 × 6       | Radeon Graphics | 1.8         | 448:28:8 7 CUs | 1612.8                          | 35–54 W | 12 de janeiro de 2021 |
| Ryzen 5        | 5600HS         | 6 (12)          | 3.0                 | 4.2                 | 16 MB            | 1 × 6       | Radeon Graphics | 1.8         | 448:28:8 7 CUs | 1612.8                          | 35 W    | 12 de janeiro de 2021 |
| Ryzen 5        | 5625U          | 6 (12)          | 2.3                 | 4.3                 | 16 MB            | 1 × 6       | Radeon Graphics | 1.8         | 448:28:8 7 CUs | 1612.8                          | 15 W    | 4 de janeiro de 2022  |
| Ryzen 5        | 5600U          | 6 (12)          | 2.3                 | 4.2                 | 16 MB            | 1 × 6       | Radeon Graphics | 1.8         | 448:28:8 7 CUs | 1612.8                          | 10–25 W | 12 de janeiro de 2021 |
| Ryzen 5        | 5560U          | 6 (12)          | 2.3                 | 4.0                 | 8 MB             | 1 × 6       | Radeon Graphics | 1.6         | 384:24:8 6 CUs | 1228.8                          | 10–25 W | 12 de janeiro de 2021 |
| Ryzen 5        | 5500H          | 4 (8)           | 3.3                 | 4.2                 | 8 MB             | 1 × 4       | Radeon Graphics | 1.8         | 384:24:8 6 CUs | 1382.4                          | 35–54 W | 23 de junho de 2023   |
| Ryzen 3        | 5425U          | 4 (8)           | 2.3                 | 4.3                 | 8 MB             | 1 × 4       | Radeon Graphics | 1.6         | 384:24:8 6 CUs | 1228.8                          | 15 W    | 4 de janeiro de 2022  |
| Ryzen 3        | 5400U          | 4 (8)           | 2.7                 | 4.1                 | 8 MB             | 1 × 4       | Radeon Graphics | 1.6         | 384:24:8 6 CUs | 1228.8                          | 10–25 W | 12 de janeiro de 2021 |
| Ryzen 3        | 5125C          | 2 (4)           | 3.0                 | —                   | 8 MB             | 1 × 2       | Radeon Graphics | 1.2         | 192:12:8 3 CUs | 460.8                           | 15 W    | 5 de maio de 2022     |

1. ↑  Core Complexes (CCX) × cores por CCX
2. ↑  Shaders Unificados: Unidades de Mapeamento de Textura: Unidades de Saída de Renderização e Unidades de Computação (CU)
3. ↑  O desempenho de precisão simples é calculado a partir da velocidade de clock do núcleo base (ou boost) com base em uma operação FMA.
4. ↑  Todas as iGPUs são marcadas como AMD Radeon Graphics.
5. 1 2 3 4 5  Modelo também disponível como versão PRO como 5450U,[284] 5650U,[285] 5850U,[286] lançado em 16 de março de 2021 e como 5475U,[287] 5675U,[288] 5875U,[289] lançado em 19 de abril de 2022.
6. 1 2  Modelo também disponível como versão otimizada para Chromebook como 5425C,[290] 5625C,[291] 5825C,[292] lançado em 5 de maio de 2022.

### Ryzen 6000

#### Rembrandt (baseado em Zen 3+/RDNA2)
Recursos comuns das APUs de notebook Ryzen 6000:
- Socket: FP7, FP7r2.
- Arquitetura Zen 3+.
- Todas as CPUs suportam DDR5-4800 ou LPDDR5-6400 no modo de dual-channel.
- Cache L1: 64 KB (32 KB de dados + 32 KB de instrução) por núcleo.
- Cache L2: 512 KB por núcleo.
- Todas as CPUs suportam 16 pistas PCIe 4.0.
- Inclui GPU integrada RDNA2.
- Processo de fabricação: TSMC 6 nm FinFET.

| Marca e modelo | Marca e modelo | CPU             | CPU                 | CPU                 | CPU              | CPU         | GPU         | GPU         | GPU             | GPU                             | TDP     | Data de lançamento   |
| Marca e modelo | Marca e modelo | Cores (threads) | Taxa de clock (GHz) | Taxa de clock (GHz) | Cache L3 (total) | Core config | Modelo      | Clock (GHz) | Config          | Poder de processamento (GFLOPS) | TDP     | Data de lançamento   |
| Marca e modelo | Marca e modelo | Cores (threads) | Base                | Boost               | Cache L3 (total) | Core config | Modelo      | Clock (GHz) | Config          | Poder de processamento (GFLOPS) | TDP     | Data de lançamento   |
| -------------- | -------------- | --------------- | ------------------- | ------------------- | ---------------- | ----------- | ----------- | ----------- | --------------- | ------------------------------- | ------- | -------------------- |
| Ryzen 9        | 6980HX         | 8 (16)          | 3.3                 | 5.0                 | 16 MB            | 1 × 8       | Radeon 680M | 2.4         | 768:48:8 12 CUs | 3686.4                          | 45 W    | 4 de janeiro de 2022 |
| Ryzen 9        | 6980HS         | 8 (16)          | 3.3                 | 5.0                 | 16 MB            | 1 × 8       | Radeon 680M | 2.4         | 768:48:8 12 CUs | 3686.4                          | 35 W    | 4 de janeiro de 2022 |
| Ryzen 9        | 6900HX         | 8 (16)          | 3.3                 | 4.9                 | 16 MB            | 1 × 8       | Radeon 680M | 2.4         | 768:48:8 12 CUs | 3686.4                          | 45 W    | 4 de janeiro de 2022 |
| Ryzen 9        | 6900HS         | 8 (16)          | 3.3                 | 4.9                 | 16 MB            | 1 × 8       | Radeon 680M | 2.4         | 768:48:8 12 CUs | 3686.4                          | 35 W    | 4 de janeiro de 2022 |
| Ryzen 7        | 6800H          | 8 (16)          | 3.2                 | 4.7                 | 16 MB            | 1 × 8       | Radeon 680M | 2.2         | 768:48:8 12 CUs | 3379.2                          | 45 W    | 4 de janeiro de 2022 |
| Ryzen 7        | 6800HS         | 8 (16)          | 3.2                 | 4.7                 | 16 MB            | 1 × 8       | Radeon 680M | 2.2         | 768:48:8 12 CUs | 3379.2                          | 35 W    | 4 de janeiro de 2022 |
| Ryzen 7        | 6800U          | 8 (16)          | 2.7                 | 4.7                 | 16 MB            | 1 × 8       | Radeon 680M | 2.2         | 768:48:8 12 CUs | 3379.2                          | 15–28 W | 4 de janeiro de 2022 |
| Ryzen 5        | 6600H          | 6 (12)          | 3.3                 | 4.5                 | 16 MB            | 1 × 6       | Radeon 660M | 1.9         | 384:24:8 6 CUs  | 1459.2                          | 45 W    | 4 de janeiro de 2022 |
| Ryzen 5        | 6600HS         | 6 (12)          | 3.3                 | 4.5                 | 16 MB            | 1 × 6       | Radeon 660M | 1.9         | 384:24:8 6 CUs  | 1459.2                          | 35 W    | 4 de janeiro de 2022 |
| Ryzen 5        | 6600U          | 6 (12)          | 2.9                 | 4.5                 | 16 MB            | 1 × 6       | Radeon 660M | 1.9         | 384:24:8 6 CUs  | 1459.2                          | 15–28 W | 4 de janeiro de 2022 |

1. 1 2 3 4 5 6 7 8  Modelo também disponível na versão PRO (6650U,[322] 6650H,[323] 6650HS,[324] 6850U,[325] 6850H,[326] 6850HS,[327] 6950H,[328] 6950HS,[329]) lançado em 19 de abril de 2022.

1. ↑  Core Complexes (CCX) × cores por CCX
2. ↑  Shaders Unificados: Unidades de Mapeamento de Textura: Unidades de Saída de Renderização e Unidades de Computação (CU)
3. ↑  O desempenho de precisão única é calculado a partir da velocidade de clock base (ou aumento) do núcleo com base em uma operação FMA.

### Ryzen 7000

#### Mendocino (série 7020, baseado em Zen 2/RDNA2)
Recursos comuns das APUs de notebook Ryzen 7020:
- Soquete: FT6
- Todas as CPUs suportam LPDDR5-5500 no modo dual-channel.
- Cache L1: 64 KB (32 KB de dados + 32 KB de instrução) por núcleo.
- Cache L2: 512 KB por núcleo.
- Todas as CPUs suportam 4 pistas PCIe 3.0.
- Inclui GPU RDNA2 integrada.
- Processo de fabricação: TSMC 6 nm FinFET.

| Marca e modelo | Marca e modelo | CPU             | CPU                 | CPU                 | CPU              | CPU         | GPU       | GPU         | GPU                             | TDP  | Data de lançamento |
| Marca e modelo | Marca e modelo | Cores (threads) | Taxa de clock (GHz) | Taxa de clock (GHz) | Cache L3 (total) | Core config | Modelo    | Clock (GHz) | Poder de processamento (GFLOPS) | TDP  | Data de lançamento |
| Marca e modelo | Marca e modelo | Cores (threads) | Base                | Boost               | Cache L3 (total) | Core config | Modelo    | Clock (GHz) | Poder de processamento (GFLOPS) | TDP  | Data de lançamento |
| -------------- | -------------- | --------------- | ------------------- | ------------------- | ---------------- | ----------- | --------- | ----------- | ------------------------------- | ---- | ------------------ |
| Ryzen 5        | 7520U          | 4 (8)           | 2.8                 | 4.3                 | 4 MB             | 1 × 4       | 610M 2 CU | 1.9         | 486.4                           | 15 W | 20 setembro 2022   |
| Ryzen 3        | 7320U          | 4 (8)           | 2.4                 | 4.1                 | 4 MB             | 1 × 4       | 610M 2 CU | 1.9         | 486.4                           | 15 W | 20 setembro 2022   |

1. ↑  Core Complexes (CCX) × cores por CCX
2. ↑  O desempenho de precisão simples é calculado a partir da velocidade de clock do núcleo base (ou boost) com base em uma operação FMA.
3. 1 2  Modelo também disponível como versão otimiziada para Chromebook com 7520C[333] e 7320C[334] lançado em 23 de maio de 2023

#### Barcelo-R (série 7030, baseado em Zen 3/GCN5)
Recursos comuns das APUs de notebook Ryzen 7030:
- Soquete: FP6
- Todas as CPUs suportam DDR4-3200 ou LPDDR4-4266 no modo dual-channel.
- Cache L1: 64 KB (32 KB de dados + 32 KB de instrução) por núcleo.
- Cache L2: 512 KB por núcleo.
- Todas as CPUs suportam 16 pistas PCIe 3.0.
- Inclui GPU GCN 5th geração.
- Processo de fabricação: TSMC 7 nm FinFET.

| Marca e modelo | Marca e modelo | CPU             | CPU                 | CPU                 | CPU              | CPU         | GPU       | GPU         | GPU                             | TDP  | Data de lançamento |
| Marca e modelo | Marca e modelo | Cores (threads) | Taxa de clock (GHz) | Taxa de clock (GHz) | Cache L3 (total) | Core config | Modelo    | Clock (GHz) | Poder de processamento (GFLOPS) | TDP  | Data de lançamento |
| Marca e modelo | Marca e modelo | Cores (threads) | Base                | Boost               | Cache L3 (total) | Core config | Modelo    | Clock (GHz) | Poder de processamento (GFLOPS) | TDP  | Data de lançamento |
| -------------- | -------------- | --------------- | ------------------- | ------------------- | ---------------- | ----------- | --------- | ----------- | ------------------------------- | ---- | ------------------ |
| Ryzen 7        | (PRO) 7730U    | 8 (16)          | 2.0                 | 4.5                 | 16 MB            | 1 × 8       | Vega 8 CU | 2.0         | 2048                            | 15 W | 4 janeiro 2023     |
| Ryzen 5        | (PRO) 7530U    | 6 (12)          | 2.0                 | 4.5                 | 16 MB            | 1 × 6       | Vega 7 CU | 2.0         | 1792                            | 15 W | 4 janeiro 2023     |
| Ryzen 3        | (PRO) 7330U    | 4 (8)           | 2.3                 | 4.3                 | 8 MB             | 1 × 4       | Vega 6 CU | 1.8         | 1382.4                          | 15 W | 4 janeiro 2023     |

1. ↑  Core Complexes (CCX) × cores por CCX
2. ↑  O desempenho de precisão simples é calculado a partir da velocidade de clock do núcleo base (ou boost) com base em uma operação FMA.

#### Rembrandt-R (série 7035, baseado em Zen 3+/RDNA2)
Recursos comuns das APUs de notebook Ryzen 7035:
- Soquete: FP7, FP7r2.
- Todas as CPUs suportam DDR5-4800 ou LPDDR5-6400 no modo dual-channel.
- Cache L1: 64 KB (32 KB de dados + 32 KB de instrução) por núcleo.
- Cache L2: 512 KB por núcleo.
- Todas as CPUs suportam 16 pistas PCIe 4.0.
- Inclui GPU RDNA 2 integrada.
- Processo de fabricação: TSMC 6 nm FinFET.

| Marca e modelo | Marca e modelo | CPU             | CPU                 | CPU                 | CPU              | CPU         | GPU        | GPU         | GPU                             | TDP     | Data de lançamento   |
| Marca e modelo | Marca e modelo | Cores (threads) | Taxa de clock (GHz) | Taxa de clock (GHz) | Cache L3 (total) | Core config | Modelo     | Clock (GHz) | Poder de processamento (GFLOPS) | TDP     | Data de lançamento   |
| Marca e modelo | Marca e modelo | Cores (threads) | Base                | Boost               | Cache L3 (total) | Core config | Modelo     | Clock (GHz) | Poder de processamento (GFLOPS) | TDP     | Data de lançamento   |
| -------------- | -------------- | --------------- | ------------------- | ------------------- | ---------------- | ----------- | ---------- | ----------- | ------------------------------- | ------- | -------------------- |
| Ryzen 7        | 7735HS         | 8 (16)          | 3.2                 | 4.75                | 16 MB            | 1 × 8       | 680M 12 CU | 2.2         | 3379.2                          | 35–54 W | 30 de abril de 2023  |
| Ryzen 7        | 7735H          | 8 (16)          | 3.2                 | 4.75                | 16 MB            | 1 × 8       | 680M 12 CU | 2.2         | 3379.2                          | 35–54 W | 30 de abril de 2023  |
| Ryzen 7        | 7736U          | 8 (16)          | 2.7                 | 4.7                 | 16 MB            | 1 × 8       | 680M 12 CU | 2.2         | 3379.2                          | 35–54 W | 4 de janeiro de 2023 |
| Ryzen 7        | 7735U          | 8 (16)          | 2.7                 | 4.75                | 16 MB            | 1 × 8       | 680M 12 CU | 2.2         | 3379.2                          | 15-28 W | 4 de janeiro de 2023 |
| Ryzen 7        | 7435HS         | 8 (16)          | 3.1                 | 4.5                 | 16 MB            | 1 × 8       | —          | —           | —                               | 35–54 W | 2024                 |
| Ryzen 7        | 7435H          | 8 (16)          | 3.1                 | 4.5                 | 16 MB            | 1 × 8       | —          | —           | —                               | 35–54 W | 2024                 |
| Ryzen 5        | 7535HS         | 6 (12)          | 3.3                 | 4.55                | 16 MB            | 1 × 6       | 660M 6 CU  | 1.9         | 1459.2                          | 35–54 W | 30 de abril de 2023  |
| Ryzen 5        | 7535H          | 6 (12)          | 3.3                 | 4.55                | 16 MB            | 1 × 6       | 660M 6 CU  | 1.9         | 1459.2                          | 35–54 W | 30 de abril de 2023  |
| Ryzen 5        | 7535U          | 6 (12)          | 2.9                 | 4.55                | 16 MB            | 1 × 6       | 660M 6 CU  | 1.9         | 1459.2                          | 15-30 W | 4 de janeiro de 2023 |
| Ryzen 5        | 7235HS         | 4 (8)           | 3.2                 | 4.2                 | 8 MB             | 1 × 4       | —          | —           | —                               | 35–53 W | 2024                 |
| Ryzen 5        | 7235H          | 4 (8)           | 3.2                 | 4.2                 | 8 MB             | 1 × 4       | —          | —           | —                               | 35–53 W | 2024                 |
| Ryzen 3        | 7335U          | 4 (8)           | 3.0                 | 4.3                 | 8 MB             | 1 × 4       | 660M 4 CU  | 1.8         | 921.6                           | 15–30 W | 4 de janeiro de 2024 |

1. ↑  Core Complexes (CCX) × cores por CCX
2. ↑  O desempenho de precisão simples é calculado a partir da velocidade de clock do núcleo base (ou boost) com base em uma operação FMA.

#### Phoenix (série 7040, baseado em Zen 4/RDNA3/XDNA)
Recursos comuns das APUs de notebook Ryzen 7040:
- Soquete: FP7, FP7r2, FP8.
- Todas as CPUs suportam DDR5-5600 ou LPDDR5X-7500 no modo dual-channel.
- Cache L1: 64 KB (32 KB de dados + 32 KB de instrução) por núcleo.
- Cache L2: 1 MB por núcleo.
- Todas as CPUs suportam 20 pistas PCIe 4.0.
- Inclui GPU RDNA 3 integrada.
- Inclui XDNA AI Engine (Ryzen AI).
- Processo de fabricação: TSMC 4 nm FinFET.

| Marca e modelo | Marca e modelo | CPU             | CPU                 | CPU                 | CPU              | CPU         | GPU        | GPU         | NPU                   | TDP     | Data de lançamento    |
| Marca e modelo | Marca e modelo | Cores (threads) | Taxa de clock (GHz) | Taxa de clock (GHz) | Cache L3 (total) | Core config | Modelo     | Clock (GHz) | NPU                   | TDP     | Data de lançamento    |
| Marca e modelo | Marca e modelo | Cores (threads) | Base                | Boost               | Cache L3 (total) | Core config | Modelo     | Clock (GHz) | NPU                   | TDP     | Data de lançamento    |
| -------------- | -------------- | --------------- | ------------------- | ------------------- | ---------------- | ----------- | ---------- | ----------- | --------------------- | ------- | --------------------- |
| Ryzen 9        | (PRO) 7940HS   | 8 (16)          | 4.0                 | 5.2                 | 16 MB            | 1 × 8       | 780M 12 CU | 2.8         | Ryzen AI · Até10 TOPS | 35–54 W | 30 de abril de 2023   |
| Ryzen 9        | 7940H          | 8 (16)          | 4.0                 | 5.2                 | 16 MB            | 1 × 8       | 780M 12 CU | 2.8         | Ryzen AI · Até10 TOPS | 35–54 W | 30 de abril de 2023   |
| Ryzen 7        | (PRO) 7840HS   | 8 (16)          | 3.8                 | 5.1                 | 16 MB            | 1 × 8       | 780M 12 CU | 2.7         | Ryzen AI · Até10 TOPS | 35–54 W | 30 de abril de 2023   |
| Ryzen 7        | 7840H          | 8 (16)          | 3.8                 | 5.1                 | 16 MB            | 1 × 8       | 780M 12 CU | 2.7         | Ryzen AI · Até10 TOPS | 35–54 W | 30 de abril de 2023   |
| Ryzen 7        | (PRO) 7840U    | 8 (16)          | 3.3                 | 5.1                 | 16 MB            | 1 × 8       | 780M 12 CU | 2.7         | Ryzen AI · Até10 TOPS | 15–30 W | 3 de maio de 2023     |
| Ryzen 5        | (PRO) 7640HS   | 6 (12)          | 4.3                 | 5.0                 | 16 MB            | 1 × 6       | 760M 8 CU  | 2.6         | Ryzen AI · Até10 TOPS | 35–54 W | 30 de abril de 2023   |
| Ryzen 5        | 7640H          | 6 (12)          | 4.3                 | 5.0                 | 16 MB            | 1 × 6       | 760M 8 CU  | 2.6         | Ryzen AI · Até10 TOPS | 35–54 W | 30 de abril de 2023   |
| Ryzen 5        | (PRO) 7640U    | 6 (12)          | 3.5                 | 4.9                 | 16 MB            | 1 × 6       | 760M 8 CU  | 2.6         | Ryzen AI · Até10 TOPS | 15–30 W | 3 de maio de 2023     |
| Ryzen 5        | (PRO) 7545U    | 6 (12)          | 3.2                 | 4.9                 | 16 MB            | 2 + 4       | 740M 4 CU  | 2.8         | Não                   | 15–30 W | 2 de novembro de 2023 |
| Ryzen 5        | (PRO) 7540U    | 6 (12)          | 3.2                 | 4.9                 | 16 MB            | 1 × 6       | 740M 4 CU  | 2.5         | Não                   | 15–30 W | 3 de maio de 2023     |
| Ryzen 3        | 7440U          | 4 (8)           | 3.0                 | 4.7                 | 8 MB             | 1 + 3       | 740M 4 CU  | 2.5         | Não                   | 15–30 W | 3 de maio de 2023     |

1. ↑  Core Complexes (CCX) × cores por CCX
2. 1 2 3 4 5  Versões PRO lançadas em 13 de junho de 2023.
3. 1 2 3  Versão apenas para a China do SKU que não possui suporte para tecnologias AMD EXPO™ e FreeSync™.

#### Dragon Range (série 7045, baseado em Zen 4/RDNA2)
Recursos comuns das APUs de notebook Ryzen 7045:
- Soquete: FL1
- Todas as CPUs suportam DDR5-5200 no modo dual-channel.
- Cache L1: 64 KB (32 KB de dados + 32 KB de instrução) por núcleo.
- Cache L2: 1 MB por núcleo.
- Todas as CPUs suportam 28 pistas PCIe 5.0.
- Inclui GPU RDNA 2 integrada na matriz de E/S com 2 CUs e velocidades de clock de 400 MHz (base), 2,2 GHz (boost).[i]
- Processo de fabricação: TSMC 5 nm FinFET (6 nm FinFET para E/S e matriz gráfica).

| Marca e modelo | Marca e modelo | Cores (threads) | Taxa de clock (GHz) | Taxa de clock (GHz) | Cache L3 (total) | Chiplets         | Core config | TDP     | Data de lançamento |
| Marca e modelo | Marca e modelo | Cores (threads) | Base                | Boost               | Cache L3 (total) | Chiplets         | Core config | TDP     | Data de lançamento |
| -------------- | -------------- | --------------- | ------------------- | ------------------- | ---------------- | ---------------- | ----------- | ------- | ------------------ |
| Ryzen 9        | 7945HX3D       | 16 (32)         | 2.3                 | 5.4                 | 128 MB           | 2 CCD 1 × I/OD   | 2 × 8       | 55–75 W | 27 junho 2023      |
| Ryzen 9        | 7945HX         | 16 (32)         | 2.5                 | 5.4                 | 64 MB            | 2 CCD 1 × I/OD   | 2 × 8       | 55–75 W | 28 fevereiro 2023  |
| Ryzen 9        | 7845HX         | 12 (24)         | 3.0                 | 5.2                 | 64 MB            | 2 CCD 1 × I/OD   | 2 × 6       | 45–75 W | 28 fevereiro 2023  |
| Ryzen 7        | 7745HX         | 8 (16)          | 3.6                 | 5.1                 | 32 MB            | 1 × CCD 1 × I/OD | 1 × 8       | 45–75 W | 28 fevereiro 2023  |
| Ryzen 5        | 7645HX         | 6 (12)          | 4.0                 | 5.0                 | 32 MB            | 1 × CCD 1 × I/OD | 1 × 6       | 45–75 W | 28 fevereiro 2023  |

1. ↑  Auto-identifica-se como "AMD Radeon 610M". Consulte RDNA 2 § Processadores gráficos integrados (iGPs).
2. ↑  Core Complexes (CCX) × cores por CCX
3. ↑  Apenas um dos dois CCDs possui o V-Cache 3D adicional.

### Ryzen 8000

#### Hawk Point (série 8040, baseado em Zen 4/RDNA3/XDNA)
Recursos comuns das APUs de notebook Ryzen 8040:
- Soquete: FP7, FP7r2, FP8.
- Todas as CPUs suportam DDR5-5600 ou LPDDR5X-7500 no modo dual-channel.
- Cache L1: 64 KB (32 KB de dados + 32 KB de instrução) por núcleo.
- Cache L2: 1 MB por núcleo.
- Todas as CPUs suportam 20 pistas PCIe 4.0.
- Inclui GPU RDNA 3 integrada.
- Inclui XDNA AI Engine (Ryzen AI).
- Processo de fabricação: TSMC 4 nm FinFET.

| Marca e modelo | Marca e modelo | CPU             | CPU                 | CPU                 | CPU              | CPU         | GPU        | GPU         | NPU                    | TDP     | Data de lançamento    |
| Marca e modelo | Marca e modelo | Cores (threads) | Taxa de clock (GHz) | Taxa de clock (GHz) | Cache L3 (total) | Core config | Modelo     | Clock (GHz) | NPU                    | TDP     | Data de lançamento    |
| Marca e modelo | Marca e modelo | Cores (threads) | Base                | Boost               | Cache L3 (total) | Core config | Modelo     | Clock (GHz) | NPU                    | TDP     | Data de lançamento    |
| -------------- | -------------- | --------------- | ------------------- | ------------------- | ---------------- | ----------- | ---------- | ----------- | ---------------------- | ------- | --------------------- |
| Ryzen 9        | 8945HS         | 8 (16)          | 4.0                 | 5.2                 | 16 MB            | 1 × 8       | 780M 12 CU | 2.8         | Ryzen AI · Até 16 TOPS | 35–54 W | 6 de dezembro de 2023 |
| Ryzen 7        | 8845HS         | 8 (16)          | 3.8                 | 5.1                 | 16 MB            | 1 × 8       | 780M 12 CU | 2.7         | Ryzen AI · Até 16 TOPS | 35–54 W | 6 de dezembro de 2023 |
| Ryzen 7        | 8840HS         | 8 (16)          | 3.3                 | 5.1                 | 16 MB            | 1 × 8       | 780M 12 CU | 2.7         | Ryzen AI · Até 16 TOPS | 20–30 W | 6 de dezembro de 2023 |
| Ryzen 7        | 8840U          | 8 (16)          | 3.3                 | 5.1                 | 16 MB            | 1 × 8       | 780M 12 CU | 2.7         | Ryzen AI · Até 16 TOPS | 15–30 W | 6 de dezembro de 2023 |
| Ryzen 5        | 8645HS         | 6 (12)          | 4.3                 | 5.0                 | 16 MB            | 1 × 6       | 760M 8 CU  | 2.6         | Ryzen AI · Até 16 TOPS | 35–54 W | 6 de dezembro de 2023 |
| Ryzen 5        | 8640HS         | 6 (12)          | 3.5                 | 4.9                 | 16 MB            | 1 × 6       | 760M 8 CU  | 2.6         | Ryzen AI · Até 16 TOPS | 20–30 W | 6 de dezembro de 2023 |
| Ryzen 5        | 8640U          | 6 (12)          | 3.5                 | 4.9                 | 16 MB            | 1 × 6       | 760M 8 CU  | 2.6         | Ryzen AI · Até 16 TOPS | 15–30 W | 6 de dezembro de 2023 |
| Ryzen 5        | 8540U          | 6 (12)          | 3.2                 | 4.9                 | 16 MB            | 2 + 4       | 740M 4 CU  | 2.8         | Não                    | 15–30 W | 6 de dezembro de 2023 |
| Ryzen 3        | 8440U          | 4 (8)           | 3.0                 | 4.7                 | 8 MB             | 1 + 3       | 740M 4 CU  | 2.5         | Não                    | 15–30 W | 6 de dezembro de 2023 |

1. ↑  Core Complexes (CCX) × cores por CCX ou cores Zen 4 + Zen 4c

### Ryzen 200

#### Hawk Point Refresh (série 200, baseado em Zen 4/RDNA3/XDNA)
| Marca e modelo | Marca e modelo | CPU             | CPU             | CPU             | CPU         | CPU         | CPU              | CPU         | GPU        | GPU         | NPU (Ryzen AI) | TDP     | Data delançamento |
| Marca e modelo | Marca e modelo | Cores (threads) | Cores (threads) | Cores (threads) | Clock (GHz) | Clock (GHz) | Cache L3 (total) | Core config | Modelo     | Clock (GHz) | NPU (Ryzen AI) | TDP     | Data delançamento |
| Marca e modelo | Marca e modelo | Total           | Zen 4           | Zen 4c          | Base        | Boost       | Cache L3 (total) | Core config | Modelo     | Clock (GHz) | NPU (Ryzen AI) | TDP     | Data delançamento |
| -------------- | -------------- | --------------- | --------------- | --------------- | ----------- | ----------- | ---------------- | ----------- | ---------- | ----------- | -------------- | ------- | ----------------- |
| Ryzen 9        | 270            | 8 (16)          | 8 (16)          | —               | 4.0         | 5.2         | 16 MB            | 1 × 8       | 780M 12 CU | 2.8         | 16 TOPS        | 35–54 W | Q2 2025           |
| Ryzen 7        | 260            | 8 (16)          | 8 (16)          | —               | 3.8         | 5.1         | 16 MB            | 1 × 8       | 780M 12 CU | 2.7         | 16 TOPS        | 35–54 W | Q2 2025           |
| Ryzen 7        | (PRO) 250      | 8 (16)          | 8 (16)          | —               | 3.3         | 5.1         | 16 MB            | 1 × 8       | 780M 12 CU | 2.7         | 16 TOPS        | 15–30 W | Q2 2025           |
| Ryzen 5        | 240            | 6 (12)          | 6 (12)          | —               | 4.3         | 5.0         | 16 MB            | 1 × 6       | 760M 8 CU  | 2.6         | 16 TOPS        | 35–54 W | Q2 2025           |
| Ryzen 5        | (PRO) 230      | 6 (12)          | 6 (12)          | —               | 3.5         | 4.9         | 16 MB            | 1 × 6       | 760M 8 CU  | 2.6         | 16 TOPS        | 15–30 W | Q2 2025           |
| Ryzen 5        | (PRO) 220      | 6 (12)          | 2 (4)           | 4 (8)           | 3.7 / 3.0   | 4.9 / 3.5   | 16 MB            | 2 + 4       | 740M 4 CU  | 2.8         | —              | 15–30 W | Q2 2025           |
| Ryzen 3        | (PRO) 210      | 4 (8)           | 1 (2)           | 3 (6)           | 3.6 / 2.8   | 4.7 / 3.3   | 8 MB             | 1 + 3       | 740M 4 CU  | 2.5         | —              | 15–30 W | Q2 2025           |

### Ryzen AI 300

#### Strix Point e Krackan Point (baseado em Zen 5/RDNA3.5/XDNA2)
Recursos comuns das APUs de notebook Ryzen AI 300:
- Socket: BGA, tipo de pacote FP8
- Todos os modelos suportam DDR5-5600 ou LPDDR5X-8000 no modo dual-channel
- Todos os modelos suportam 16 pistas PCIe 4.0
- Portas USB 4 nativas (40 Gbps): 2
- Portas USB 3.2 Gen 2 nativas (10 Gbps): 2
- A iGPU usa a microarquitetura RDNA 3.5
- A NPU usa o mecanismo de IA XDNA 2 (Ryzen AI)
- Os núcleos Zen 5 e Zen 5c suportam AVX-512 usando uma FPU de 256 bits de meia largura
- Cache L1: 80 KB (48 KB de dados + 32 KB de instruções) por núcleo
- Cache L2: 1 MB por núcleo
- Processo de fabricação: TSMC N4P FinFET

| Marca e modelo | Marca e modelo | CPU             | CPU             | CPU             | CPU         | CPU         | CPU              | GPU         | GPU         | NPU (Ryzen AI) | TDP     | Data de lançamento    |
| Marca e modelo | Marca e modelo | Cores (threads) | Cores (threads) | Cores (threads) | Clock (GHz) | Clock (GHz) | Cache L3 (total) | Modelo      | Clock (GHz) | NPU (Ryzen AI) | TDP     | Data de lançamento    |
| Marca e modelo | Marca e modelo | Total           | Zen 5           | Zen 5c          | Base        | Boost       | Cache L3 (total) | Modelo      | Clock (GHz) | NPU (Ryzen AI) | TDP     | Data de lançamento    |
| -------------- | -------------- | --------------- | --------------- | --------------- | ----------- | ----------- | ---------------- | ----------- | ----------- | -------------- | ------- | --------------------- |
| Ryzen AI 9     | (PRO) HX 375   | 12 (24)         | 4 (8)           | 8 (16)          | 2.0         | 5.1         | 24 MB            | 890M 16 CUs | 2.9         | 55 TOPS        | 15–54 W | 2 de junho de 2024    |
| Ryzen AI 9     | (PRO) HX 370   | 12 (24)         | 4 (8)           | 8 (16)          | 2.0         | 5.1         | 24 MB            | 890M 16 CUs | 2.9         | 50 TOPS        | 15–54 W | 2 de junho de 2024    |
| Ryzen AI 9     | 365            | 10 (20)         | 4 (8)           | 6 (12)          | 2.0         | 5.0         | 24 MB            | 880M 12 CUs | 2.9         | 50 TOPS        | 15–54 W | 2 de junho de 2024    |
| Ryzen AI 7     | PRO 360        | 8 (16)          | 3 (6)           | 5 (10)          | 2.0         | 5.0         | 16 MB            | 880M 12 CUs | 2.9         | 50 TOPS        | 15–54 W | 10 de outubro de 2024 |
| Ryzen AI 7     | (PRO) 350      | 8 (16)          | 4 (8)           | 4 (8)           | 2.0         | 5.0         | 16 MB            | 860M 8 CU   | 3.0         | 50 TOPS        | 15–54 W | Q1 2025               |
| Ryzen AI 5     | (PRO) 340      | 6 (12)          | 3 (6)           | 3 (6)           | 2.0         | 4.8         | 16 MB            | 840M 4 CU   | 2.9         | 50 TOPS        | 15–54 W | Q1 2025               |

1. ↑  Esta é a frequência máxima para núcleos Zen 5. Os núcleos Zen 5c aumentam para 3,3 GHz.[404]

#### Strix Halo (baseado em Zen 5/RDNA3.5/XDNA2)
| Marca e modelo | Marca e modelo | CPU             | CPU         | CPU         | CPU              | GPU          | GPU         | NPU (Ryzen AI) | Chiplets                 | Core config | TDP      | Data de lançamento |
| Marca e modelo | Marca e modelo | Cores (threads) | Clock (GHz) | Clock (GHz) | Cache L3 (total) | Modelo       | Clock (GHz) | NPU (Ryzen AI) | Chiplets                 | Core config | TDP      | Data de lançamento |
| Marca e modelo | Marca e modelo | Cores (threads) | Base        | Boost       | Cache L3 (total) | Modelo       | Clock (GHz) | NPU (Ryzen AI) | Chiplets                 | Core config | TDP      | Data de lançamento |
| -------------- | -------------- | --------------- | ----------- | ----------- | ---------------- | ------------ | ----------- | -------------- | ------------------------ | ----------- | -------- | ------------------ |
| Ryzen AI MAX+  | (PRO) 395      | 16 (32)         | 3.0         | 5.1         | 64 MB            | 8060S 40 CUs | 2.9         | 50 TOPS        | 2 × CCD 1 × I/OD com GPU | 2 × 8       | 45–120 W | Q1 2025            |
| Ryzen AI MAX   | (PRO) 390      | 12 (24)         | 3.2         | 5.0         | 64 MB            | 8050S 32 CUs | 2.8         | 50 TOPS        | 2 × CCD 1 × I/OD com GPU | 2 × 6       | 45–120 W | Q1 2025            |
| Ryzen AI MAX   | (PRO) 385      | 8 (16)          | 3.6         | 5.0         | 32 MB            | 8050S 32 CUs | 2.8         | 50 TOPS        | 1 × CCD 1 × I/OD com GPU | 1 × 8       | 45–120 W | Q1 2025            |
| Ryzen AI MAX   | PRO 380        | 6 (12)          | 3.6         | 4.9         | 16 MB            | 8040S 16 CUs | 2.8         | 50 TOPS        | 1 × CCD 1 × I/OD com GPU | 1 × 6       | 45–120 W | Q1 2025            |

### Ryzen 9000

#### Fire Range (baseado em Zen 5/RDNA2)
| Marca e modelo | Marca e modelo | Cores (threads) | Clock (GHz) | Clock (GHz) | Cache L3 (total) | Chiplets         | Core config | TDP  | Data de lançamento |
| Marca e modelo | Marca e modelo | Cores (threads) | Base        | Boost       | Cache L3 (total) | Chiplets         | Core config | TDP  | Data de lançamento |
| -------------- | -------------- | --------------- | ----------- | ----------- | ---------------- | ---------------- | ----------- | ---- | ------------------ |
| Ryzen 9        | 9955HX3D       | 16 (32)         | 2.3         | 5.4         | 128 MB           | 2 × CCD 1 × I/OD | 2 × 8       | 54 W | 1H 2025            |
| Ryzen 9        | 9955HX         | 16 (32)         | 2.5         | 5.4         | 64 MB            | 2 × CCD 1 × I/OD | 2 × 8       | 54 W | 1H 2025            |
| Ryzen 9        | 9850HX         | 12 (24)         | 3.0         | 5.2         | 64 MB            | 2 × CCD 1 × I/OD | 2 × 6       | 54 W | 1H 2025            |

### Novo sistema de nomenclatura para futuros processadores mobile
A tabela abaixo indica o esquema de nomenclatura para as linhas de CPUs móveis da AMD, começando com a série 7000.
| Número do modelo do portfólio               | Segmento de mercado | Arquitetura                                                                      | Isolamento de recursos (se necessário) | Fator de forma/TDP |
| ------------------------------------------- | --- | -------------------------------------------------------------------------------- | --- | --- |
| 7xxx -> 2023 8xxx -> 2024 9xxx -> 2025 etc. | x1xx -> Athlon Silver x2xx -> Athlon Gold x3xx -> Ryzen 3 x4xx -> Ryzen 3 x5xx -> Ryzen 5 x6xx -> Ryzen 5 x7xx -> Ryzen 7 x8xx -> Ryzen 7/9 x9xx -> Ryzen 9 Existem algumas exceções, como o Ryzen 5 7235HS | xx1x -> Zen 1/1+ xx2x -> Zen 2 xx3x -> Zen 3/3+ xx4x -> Zen 4 xx5x -> Zen 5 etc. | xxx0 -> Modelo inferior dentro do segmento (as variantes podem usar 1-4) xxx5 -> Modelo superior dentro do segmento (as variantes podem usar 6-9) | HX -> 55W+ (Max Performance) (desempenho máximo) HS -> ~35W+ (Thin Gaming/Creator) U -> 15-28W (Premium Ultrathin) C -> 15-28W (Chromebook) e -> 9W (variante sem ventoinha de "U") |

## Processadores portáteis para PC para jogos

### Ryzen Z1 (baseado em Zen 4/RDNA3)
Recursos comuns das APUs portáteis Ryzen Z1:
- Soquete: FP7, FP7r2, FP8.
- Todas as CPUs suportam DDR5-5600 ou LPDDR5X-7500 no modo dual-channel.
- Cache L1: 64 KB (32 KB de dados + 32 KB de instrução) por núcleo.
- Cache L2: 1 MB por núcleo.
- Todas as CPUs suportam 20 pistas PCIe 4.0.
- Inclui GPU RDNA 3 integrada.
- Processo de fabricação: TSMC 4 nm FinFET.

| Marca e modelo | Marca e modelo | CPU             | CPU                 | CPU                 | CPU              | CPU         | GPU        | GPU         | TDP    | Data de lançamento |
| Marca e modelo | Marca e modelo | Cores (threads) | Taxa de clock (GHz) | Taxa de clock (GHz) | Cache L3 (total) | Core config | Modelo     | Clock (GHz) | TDP    | Data de lançamento |
| Marca e modelo | Marca e modelo | Cores (threads) | Base                | Boost               | Cache L3 (total) | Core config | Modelo     | Clock (GHz) | TDP    | Data de lançamento |
| -------------- | -------------- | --------------- | ------------------- | ------------------- | ---------------- | ----------- | ---------- | ----------- | ------ | ------------------ |
| Ryzen          | Z1 Extreme     | 8 (16)          | 3.3                 | 5.1                 | 16 MB            | 1 × 8       | 780M 12 CU | 2.7         | 9–30 W | Maio de 2023       |
| Ryzen          | Z1             | 6 (12)          | 3.2                 | 4.9                 | 16 MB            | 1 × 6       | 740M 4 CU  | 2.5         | 9–30 W | Maio de 2023       |

1. ↑  Core Complexes (CCX) × cores por CCX

### Ryzen Z2 (baseado em Zen (3+/4/5)/RDNA(2/3/3.5))
| Marca e modelo | Marca e modelo | CPU             | CPU             | CPU             | CPU         | CPU         | CPU              | CPU         | GPU        | GPU         | TDP     | Data de lançamento |
| Marca e modelo | Marca e modelo | Cores (threads) | Cores (threads) | Cores (threads) | Clock (GHz) | Clock (GHz) | Cache L3 (total) | Core config | Modelo     | Clock (GHz) | TDP     | Data de lançamento |
| Marca e modelo | Marca e modelo | Total           | Zen 3+/4/5      | Zen 5c          | Base        | Boost       | Cache L3 (total) | Core config | Modelo     | Clock (GHz) | TDP     | Data de lançamento |
| -------------- | -------------- | --------------- | --------------- | --------------- | ----------- | ----------- | ---------------- | ----------- | ---------- | ----------- | ------- | ------------------ |
| Ryzen          | Z2 Extreme     | 8 (16)          | 3 (6) (Zen 5)   | 5 (10) (Zen 5c) | 2.0         | 5.0         | 16 MB            | 3 + 5       | 890M 16 CU |             | 15–35 W | Q1 2025            |
| Ryzen          | Z2             | 8 (16)          | 8 (16) (Zen 4)  | —               | 3.3         | 5.1         | 16 MB            | 1 × 8       | 780M 12 CU |             | 15–30 W | Q1 2025            |
| Ryzen          | Z2 Go          | 4 (8)           | 4 (8) (Zen 3+)  | —               | 3.0         | 4.3         | 8 MB             | 1 × 4       | 680M 12 CU |             | 15–30 W | Q1 2025            |

## Processadores integrados

### 1000

#### Great Horned Owl (série V1000, baseado em Zen)
| Modelo | Data de lançamento e preço | Fab        | CPU            | CPU                 | CPU                 | CPU                             | CPU             | CPU   | GPU     | GPU             | GPU         | GPU                             | Suporte de memória     | TDP     | Temperatura de junção (°C) |
| Modelo | Data de lançamento e preço | Fab        | Cores (Thread) | Taxa de clock (GHz) | Taxa de clock (GHz) | Cache                           | Cache           | Cache | Modelo  | Config          | Clock (GHz) | Poder de processamento (GFLOPS) | Suporte de memória     | TDP     | Temperatura de junção (°C) |
| Modelo | Data de lançamento e preço | Fab        | Cores (Thread) | Base                | Boost               | L1                              | L2              | L3    | Modelo  | Config          | Clock (GHz) | Poder de processamento (GFLOPS) | Suporte de memória     | TDP     | Temperatura de junção (°C) |
| ------ | -------------------------- | ---------- | -------------- | ------------------- | ------------------- | ------------------------------- | --------------- | ----- | ------- | --------------- | ----------- | ------------------------------- | ---------------------- | ------- | -------------------------- |
| V1202B | fevereiro de 2018          | GloFo 14LP | 2 (4)          | 2.3                 | 3.2                 | 64 KB inst. 32 KB data por core | 512 KB por core | 4 MB  | Vega 3  | 192:12:16 3 CU  | 1.0         | 384                             | DDR4-2400 dual-channel | 12–25 W | 0–105                      |
| V1404I | dezembro de 2018           | GloFo 14LP | 4 (8)          | 2.0                 | 3.6                 | 64 KB inst. 32 KB data por core | 512 KB por core | 4 MB  | Vega 8  | 512:32:16 8 CU  | 1.1         | 1126.4                          | DDR4-2400 dual-channel | 12–25 W | -40–105                    |
| V1500B | dezembro de 2018           | GloFo 14LP | 4 (8)          | 2.2                 | —                   | 64 KB inst. 32 KB data por core | 512 KB por core | 4 MB  | —       | —               | —           | —                               | DDR4-2400 dual-channel | 12–25 W | 0–105                      |
| V1605B | fevereiro de 2018          | GloFo 14LP | 4 (8)          | 2.0                 | 3.6                 | 64 KB inst. 32 KB data por core | 512 KB por core | 4 MB  | Vega 8  | 512:32:16 8 CU  | 1.1         | 1126.4                          | DDR4-2400 dual-channel | 12–25 W | 0–105                      |
| V1756B | fevereiro de 2018          | GloFo 14LP | 4 (8)          | 3.25                | 3.6                 | 64 KB inst. 32 KB data por core | 512 KB por core | 4 MB  | Vega 8  | 512:32:16 8 CU  | 1.1         | 1126.4                          | DDR4-3200 dual-channel | 35–54 W | 0–105                      |
| V1780B | dezembro de 2018           | GloFo 14LP | 4 (8)          | 3.35                | 3.6                 | 64 KB inst. 32 KB data por core | 512 KB por core | 4 MB  | —       | —               | —           | —                               | DDR4-3200 dual-channel | 35–54 W | 0–105                      |
| V1807B | fevereiro de 2018          | GloFo 14LP | 4 (8)          | 3.35                | 3.8                 | 64 KB inst. 32 KB data por core | 512 KB por core | 4 MB  | Vega 11 | 704:44:16 11 CU | 1.3         | 1830.4                          | DDR4-3200 dual-channel | 35–54 W | 0–105                      |

1. ↑  Shaders Unificados: Unidades de Mapeamento de Textura: Unidades de Saída de Renderização e Unidades de Computação (CU)
2. ↑  O desempenho de precisão única é calculado a partir da velocidade de clock base (ou aumento) do núcleo com base em uma operação FMA.

#### Banded Kestrel (série R1000, baseado em Zen)
| Modelo | Data de lançamento      | Fab        | CPU            | CPU                 | CPU                 | CPU                             | CPU             | CPU   | GPU    | GPU           | GPU         | GPU                             | Suporte de memória       | TDP     |
| Modelo | Data de lançamento      | Fab        | Cores (Thread) | Taxa de clock (GHz) | Taxa de clock (GHz) | Cache                           | Cache           | Cache | Modelo | Config        | Clock (GHz) | Poder de processamento (GFLOPS) | Suporte de memória       | TDP     |
| Modelo | Data de lançamento      | Fab        | Cores (Thread) | Base                | Boost               | L1                              | L2              | L3    | Modelo | Config        | Clock (GHz) | Poder de processamento (GFLOPS) | Suporte de memória       | TDP     |
| ------ | ----------------------- | ---------- | -------------- | ------------------- | ------------------- | ------------------------------- | --------------- | ----- | ------ | ------------- | ----------- | ------------------------------- | ------------------------ | ------- |
| R1102G | 25 de fevereiro de 2020 | GloFo 14LP | 2 (2)          | 1.2                 | 2.6                 | 64 KB inst. 32 KB data por core | 512 KB por core | 4 MB  | Vega 3 | 192:12:4 3 CU | 1.0         | 384                             | DDR4-2400 single-channel | 6 W     |
| R1305G | 25 de fevereiro de 2020 | GloFo 14LP | 2 (4)          | 1.5                 | 2.8                 | 64 KB inst. 32 KB data por core | 512 KB por core | 4 MB  | Vega 3 | 192:12:4 3 CU | 1.0         | 384                             | DDR4-2400 dual-channel   | 8-10 W  |
| R1505G | 16 de abril de 2019     | GloFo 14LP | 2 (4)          | 2.4                 | 3.3                 | 64 KB inst. 32 KB data por core | 512 KB por core | 4 MB  | Vega 3 | 192:12:4 3 CU | 1.0         | 384                             | DDR4-2400 dual-channel   | 12–25 W |
| R1606G | 16 de abril de 2019     | GloFo 14LP | 2 (4)          | 2.6                 | 3.5                 | 64 KB inst. 32 KB data por core | 512 KB por core | 4 MB  | Vega 3 | 192:12:4 3 CU | 1.2         | 460.8                           | DDR4-2400 dual-channel   | 12–25 W |

1. ↑  Shaders Unificados: Unidades de Mapeamento de Textura: Unidades de Saída de Renderização e Unidades de Computação (CU)
2. ↑  O desempenho de precisão única é calculado a partir da velocidade de clock base (ou aumento) do núcleo com base em uma operação FMA.

### 2000 series

#### Grey Hawk (série V2000, baseado em Zen 2)
| Modelo | Data de lançamento e preço | Fab      | CPU            | CPU                 | CPU                 | CPU                             | CPU             | CPU   | GPU         | GPU           | GPU         | GPU                             | Socket | Suporte PCIe         | Suporte de memória                               | TDP     |
| Modelo | Data de lançamento e preço | Fab      | Cores (Thread) | Taxa de clock (GHz) | Taxa de clock (GHz) | Cache                           | Cache           | Cache | Arquitetura | Config        | Clock (GHz) | Poder de processamento (GFLOPS) | Socket | Suporte PCIe         | Suporte de memória                               | TDP     |
| Modelo | Data de lançamento e preço | Fab      | Cores (Thread) | Base                | Boost               | L1                              | L2              | L3    | Arquitetura | Config        | Clock (GHz) | Poder de processamento (GFLOPS) | Socket | Suporte PCIe         | Suporte de memória                               | TDP     |
| ------ | -------------------------- | -------- | -------------- | ------------------- | ------------------- | ------------------------------- | --------------- | ----- | ----------- | ------------- | ----------- | ------------------------------- | ------ | -------------------- | ------------------------------------------------ | ------- |
| V2516  | 10 de novembro de 2020     | TSMC 7FF | 6 (12)         | 2.1                 | 3.95                | 32 KB inst. 32 KB data por core | 512 KB por core | 8 MB  | GCN 5th gen | 384:24:8 6 CU | 1.5         | 1152                            | FP6    | PCIe 3.0 ×20 8+4+4+4 | DDR4-3200 dual-channel LPDDR4X-4266 quad-channel | 10-25 W |
| V2546  | 10 de novembro de 2020     | TSMC 7FF | 6 (12)         | 3.0                 | 3.95                | 32 KB inst. 32 KB data por core | 512 KB por core | 8 MB  | GCN 5th gen | 384:24:8 6 CU | 1.5         | 1152                            | FP6    | PCIe 3.0 ×20 8+4+4+4 | DDR4-3200 dual-channel LPDDR4X-4266 quad-channel | 35-54 W |
| V2718  | 10 de novembro de 2020     | TSMC 7FF | 8 (16)         | 1.7                 | 4.15                | 32 KB inst. 32 KB data por core | 512 KB por core | 8 MB  | GCN 5th gen | 448:28:8 7 CU | 1.6         | 1433.6                          | FP6    | PCIe 3.0 ×20 8+4+4+4 | DDR4-3200 dual-channel LPDDR4X-4266 quad-channel | 10-25 W |
| V2748  | 10 de novembro de 2020     | TSMC 7FF | 8 (16)         | 2.9                 | 4.25                | 32 KB inst. 32 KB data por core | 512 KB por core | 8 MB  | GCN 5th gen | 448:28:8 7 CU | 1.6         | 1433.6                          | FP6    | PCIe 3.0 ×20 8+4+4+4 | DDR4-3200 dual-channel LPDDR4X-4266 quad-channel | 35-54 W |

1. ↑  Shaders Unificados: Unidades de Mapeamento de Textura: Unidades de Saída de Renderização e Unidades de Computação (CU)
2. ↑  O desempenho de precisão única é calculado a partir da velocidade de clock base (ou aumento) do núcleo com base em uma operação FMA.

#### River Hawk (série R2000, baseado em Zen+)
| Modelo | Data de lançamento | Fab        | CPU            | CPU                 | CPU                 | CPU                             | CPU             | CPU   | GPU         | GPU           | GPU         | GPU                             | Socket | Suporte PCIe   | Suporte de memória         | TDP     |
| Modelo | Data de lançamento | Fab        | Cores (Thread) | Taxa de clock (GHz) | Taxa de clock (GHz) | Cache                           | Cache           | Cache | Arquitetura | Config        | Clock (GHz) | Poder de processamento (GFLOPS) | Socket | Suporte PCIe   | Suporte de memória         | TDP     |
| Modelo | Data de lançamento | Fab        | Cores (Thread) | Base                | Boost               | L1                              | L2              | L3    | Arquitetura | Config        | Clock (GHz) | Poder de processamento (GFLOPS) | Socket | Suporte PCIe   | Suporte de memória         | TDP     |
| ------ | ------------------ | ---------- | -------------- | ------------------- | ------------------- | ------------------------------- | --------------- | ----- | ----------- | ------------- | ----------- | ------------------------------- | ------ | -------------- | -------------------------- | ------- |
| R2312  | 7 de junho de 2022 | GloFo 12LP | 2 (4)          | 2.7                 | 3.5                 | 64 KB inst. 32 KB data per core | 512 KB per core | 4 MB  | GCN 5       | 192:12:4 3 CU | 1.2         | 460.8                           | FP5    | 8 lanes Gen 3  | DDR4-2400 dual-channel ECC | 10–25 W |
| R2314  | 7 de junho de 2022 | GloFo 12LP | 4 (4)          | 2.1                 | 3.5                 | 64 KB inst. 32 KB data per core | 512 KB per core | 4 MB  | GCN 5       | 384:24:8 6 CU | 1.2         | 921.6                           | FP5    | 16 lanes Gen 3 | DDR4-2666 dual-channel ECC | 10–35 W |

1. ↑  Shaders Unificados: Unidades de Mapeamento de Textura: Unidades de Saída de Renderização e Unidades de Computação (CU)
2. ↑  O desempenho de precisão única é calculado a partir da velocidade de clock base (ou aumento) do núcleo com base em uma operação FMA.

### 3000

#### (série V3000, baseado em Zen 3)
| Modelo | Data de lançamento     | Fab      | CPU            | CPU                 | CPU                 | CPU                              | CPU             | CPU   | Socket | Suporte PCIe          | Suporte de memória     | TDP  |
| Modelo | Data de lançamento     | Fab      | Cores (Thread) | Taxa de clock (GHz) | Taxa de clock (GHz) | Cache                            | Cache           | Cache | Socket | Suporte PCIe          | Suporte de memória     | TDP  |
| Modelo | Data de lançamento     | Fab      | Cores (Thread) | Base                | Boost               | L1                               | L2              | L3    | Socket | Suporte PCIe          | Suporte de memória     | TDP  |
| ------ | ---------------------- | -------- | -------------- | ------------------- | ------------------- | -------------------------------- | --------------- | ----- | ------ | --------------------- | ---------------------- | ---- |
| V3C14  | 27 de setembro de 2022 | TSMC 7FF | 4 (8)          | 2.3                 | 3.8                 | 32 KB inst. 32 KB dados por core | 512 KB por core | 8 MB  | FP7r2  | 20 (8+4+4+4) PCIe 4.0 | DDR5-4800 dual-channel | 15 W |
| V3C44  | 27 de setembro de 2022 | TSMC 7FF | 4 (8)          | 3.5                 | 3.8                 | 32 KB inst. 32 KB dados por core | 512 KB por core | 8 MB  | FP7r2  | 20 (8+4+4+4) PCIe 4.0 | DDR5-4800 dual-channel | 45 W |
| V3C16  | 27 de setembro de 2022 | TSMC 7FF | 6 (12)         | 2.0                 | 3.8                 | 32 KB inst. 32 KB dados por core | 512 KB por core | 16 MB | FP7r2  | 20 (8+4+4+4) PCIe 4.0 | DDR5-4800 dual-channel | 15 W |
| V3C18I | 27 de setembro de 2022 | TSMC 7FF | 8 (16)         | 1.9                 | 3.8                 | 32 KB inst. 32 KB dados por core | 512 KB por core | 16 MB | FP7r2  | 20 (8+4+4+4) PCIe 4.0 | DDR5-4800 dual-channel | 15 W |
| V3C48  | 27 de setembro de 2022 | TSMC 7FF | 8 (16)         | 3.3                 | 3.8                 | 32 KB inst. 32 KB dados por core | 512 KB por core | 16 MB | FP7r2  | 20 (8+4+4+4) PCIe 4.0 | DDR5-4800 dual-channel | 45 W |

### 7000

#### (série Ryzen Embedded 7000, baseado em Zen 4/RDNA2)
Recursos comuns das CPUs Ryzen Embedded série 7000:
- Socket: AM5.
- Todas as CPUs suportam o modo dual-channel ECC DDR5-5200.
- Cache L1: 64 KB (32 KB de dados + 32 KB de instrução) por núcleo.
- Cache L2: 1 MB por núcleo.
- Todas as CPUs suportam 28 pistas PCIe 5.0. 4 das pistas são reservadas como link para o chipset.
- Inclui GPU RDNA 2 integrada com 2 CUs e aumenta a velocidade de clock de 2.200 MHz.
- Processo de fabricação: TSMC N5 FinFET (N6 FinFET para matriz de E/S).

| Marca e modelo | Modelo | Cores (threads) | Taxa de clock (GHz) | Taxa de clock (GHz) | Cache L3 (total) | Chiplets         | Core config | TDP   | Data de lançamento     |
| Marca e modelo | Modelo | Cores (threads) | Base                | Boost               | Cache L3 (total) | Chiplets         | Core config | TDP   | Data de lançamento     |
| -------------- | ------ | --------------- | ------------------- | ------------------- | ---------------- | ---------------- | ----------- | ----- | ---------------------- |
| Ryzen Embedded | 7945   | 12 (24)         | 3.7                 | 5.4                 | 64 MB            | 2 × CCD 1 × I/OD | 2 × 6       | 65 W  | 14 de novembro de 2023 |
| Ryzen Embedded | 7745   | 8 (16)          | 3.8                 | 5.3                 | 32 MB            | 1 × CCD 1 × I/OD | 1 × 8       | 65 W  | 14 de novembro de 2023 |
| Ryzen Embedded | 7700X  | 8 (16)          | 4.5                 | 5.4                 | 32 MB            | 1 × CCD 1 × I/OD | 1 × 8       | 105 W | 14 de novembro de 2023 |
| Ryzen Embedded | 7645   | 6 (12)          | 3.8                 | 5.1                 | 32 MB            | 1 × CCD 1 × I/OD | 1 × 6       | 65 W  | 14 de novembro de 2023 |
| Ryzen Embedded | 7600X  | 6 (12)          | 4.7                 | 5.3                 | 32 MB            | 1 × CCD 1 × I/OD | 1 × 6       | 105 W | 14 de novembro de 2023 |

1. ↑  Core Complexes (CCX) × cores por CCX